# Apple
Pour les articles homonymes, voir Apple (homonymie).
Ne doit pas être confondu avec Apple Corps ou Apple Records.
Apple Inc. [ˈæpəl]  (litt. « pomme » en anglais) (anciennement Apple Computer, Inc.) est une entreprise multinationale américaine qui crée et commercialise des produits électroniques grand public, des ordinateurs personnels et des logiciels. Parmi les produits les plus connus de l'entreprise se trouvent les Macintosh, l'iPod, l'iPhone et l'iPad, la montre Apple Watch, le lecteur multimédia iTunes ou des logiciels à destination des professionnels tels que Final Cut Pro et Logic Pro. En 2024, l'entreprise emploie 164 000 employés et exploite 532 Apple Stores répartis dans 25 pays et une boutique en ligne où sont vendus les appareils et logiciels d'Apple, mais aussi de tiers. Son chiffre d'affaires pour le 4e trimestre 2023 atteint 119,6 milliards de dollars et un bénéfice net de 39,9 milliards de dollars.
Apple est créée le 1er avril 1976 à Los Altos en Californie par Steve Jobs, Steve Wozniak et Ronald Wayne, puis constituée sous forme de société le 3 janvier 1977 à l'origine sous le nom d'Apple Computer. Cependant, pour ses 30 ans et pour refléter la diversification de ses produits, le mot « computer » est retiré le 9 janvier 2007.
Steve Jobs quitte Apple en 1985 pour reprendre en 1997 la direction de l'entreprise alors au bord de la faillite. Durant quatorze années, il fait son succès et sa richesse, en commençant par le lancement de l'iMac en 1998, puis l'étape disruptive de l'iPhone en 2007. Il meurt le 5 octobre 2011 à l'âge de 56 ans. Tim Cook lui succède.
En raison de sa philosophie industrielle de l'intégration verticale, de son approche marketing fondée sur l'innovation, l'ergonomie et l'esthétique de ses produits appréciées des consommateurs, de ses campagnes publicitaires originales et des clients qui s'identifient à l'entreprise et à la marque, Apple s'est forgé une réputation singulière dans l'industrie électronique grand public.
Selon un classement du magazine Fortune, Apple est la société la plus admirée dans le monde entre 2006 et 2013,. À partir de 2011, elle est, au gré des fluctuations du marché, la première capitalisation boursière de la planète. En août 2020, elle devient la première entreprise privée de l'histoire à atteindre une valeur de 2 000 milliards de dollars de capitalisation boursière.
Cependant, la firme est mise en cause en raison des conditions de travail imposées à ses ouvriers qui travaillent dans des pays asiatiques comme l'Inde ou la Chine,, de son mauvais impact environnemental mais également de ses pratiques commerciales,,.

## Histoire

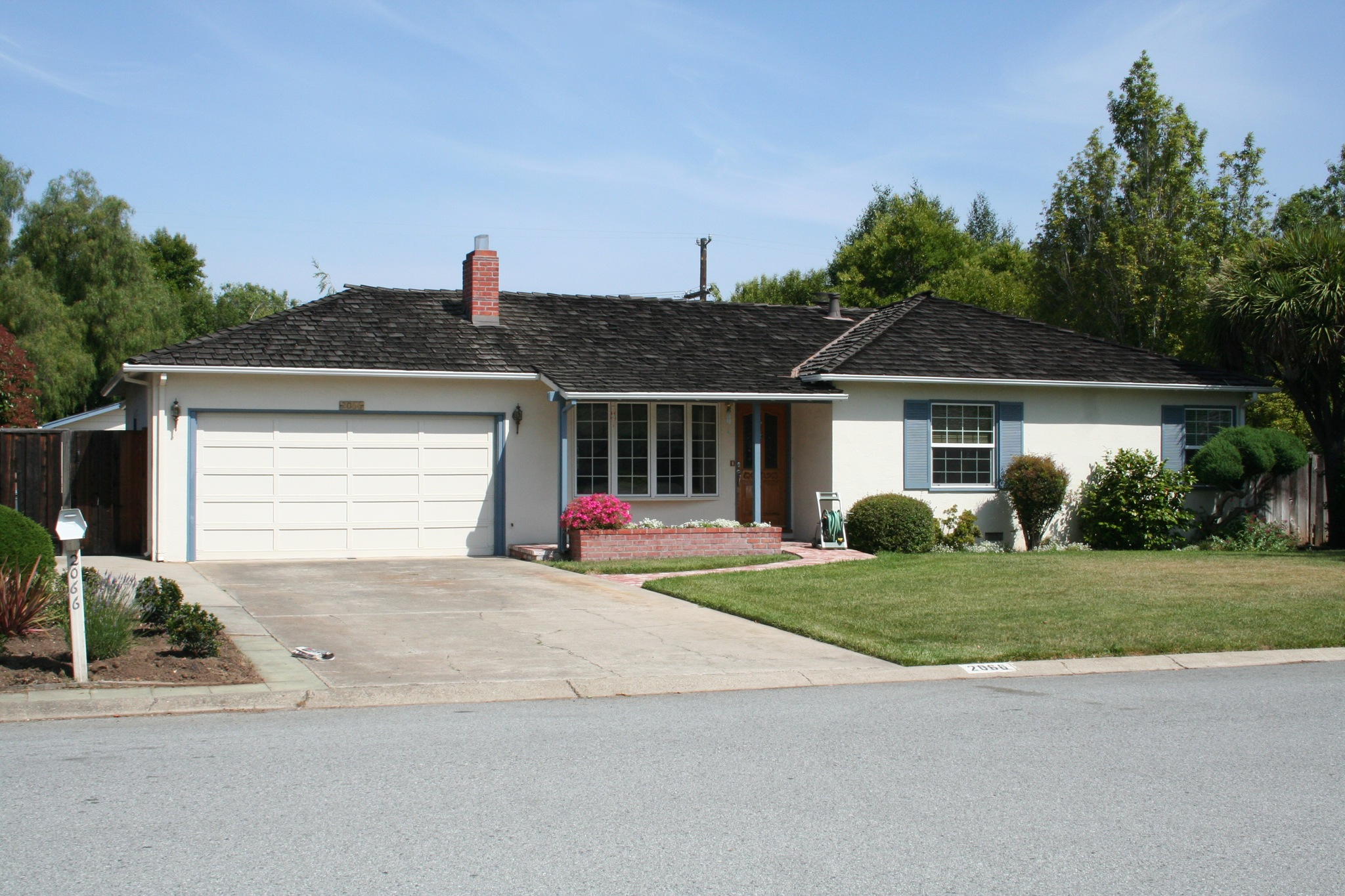
Maison d'enfance de Steve Jobs à Los Altos en Californie, où débute l'histoire d'Apple en 1976.

Apple est créé le 1er avril 1976 dans la maison d'enfance de Steve Jobs à Los Altos, puis constituée sous forme de société le 3 janvier 1977. Elle prend diverses facettes coordonnées avec l'évolution du monde informatique qu'elle précède, partant d'un monde sans ordinateur personnel à une société du XXIe siècle interconnectée par l'intermédiaire de terminaux fixes et mobiles. Elle est l'un des premiers constructeurs travaillant à la conception de machines moins coûteuses[réf. nécessaire] et moins encombrantes face au monopole IBM.
Parmi ses produits phares, on trouve les ordinateurs personnels Apple II et Macintosh, le baladeur iPod, le smartphone iPhone et la tablette iPad.

### Apple et Steve Jobs
L'image d'Apple est étroitement associée à celle de son cocréateur, Steve Jobs. Celui-ci doit quitter l'entreprise en 1985 à la suite d'un conflit avec John Sculley qu'il avait pourtant recruté au poste de directeur général. Il crée alors NeXT et rachète Pixar à George Lucas, ce qui lui vaudra de devenir, lors du rachat des studios d'animation en 2006, membre du conseil d'administration et premier actionnaire individuel de la Walt Disney Company.
Il revient prendre la direction de la marque à la pomme en 1997 et se trouve dès lors à l'origine de la réussite planétaire des différents produits lancés depuis cette époque, toujours présentés à un rythme quasi semestriel lors de ses célèbres « keynotes ». Affecté à partir de 2004 par un cancer du pancréas, Steve Jobs doit finalement renoncer à ses fonctions de PDG le 25 août 2011 (continuant cependant d'occuper la fonction de président du conseil d'administration et de directeur d'Apple), et c'est Tim Cook qui lui succède.
Steve Jobs décède le 5 octobre 2011, à l'âge de 56 ans. Un hommage lui est rendu sur le site web d'Apple via sa photo et un portrait en noir et blanc avec comme texte « Steve Jobs ; 1955-2011 ».

### 2011 – présent: direction de Tim Cook
Le 30 mars 2020, Apple a acquis le fabricant local d'applications météo Dark Sky, pour une somme non divulguée, avec l'intention d'arrêter son application d'origine à la fin de 2021,. Le 3 avril 2020, Apple a acquis Voysis, une société basée à Dublin, spécialisée dans la technologie vocale numérique AI pour un montant non divulgué. Le 14 mai 2020, Apple a acquis NextVR, une société de réalité virtuelle, basée à Newport Beach, en Californie.
Le 4 août 2020, Axios a rapporté qu'Apple avait « un intérêt sérieux » à acheter TikTok,, bien que cela ait ensuite été démenti par Apple.
Le 19 août 2020, le cours de l'action d'Apple a brièvement dépassé 467,77 $, faisant d'Apple la première entreprise américaine avec une capitalisation boursière de 2 000 milliards de dollars.
Le 2 septembre 2020, Apple a annoncé les prochaines fonctionnalités d'iOS qui seront introduites plus tard cette année, permettant aux développeurs d'offrir aux clients des codes d'abonnement gratuits ou à prix réduit appelés « codes d'offre ». Les utilisateurs utilisant iOS 14, iPadOS 14 et versions ultérieures ont été déclarés éligibles pour utiliser les codes promotionnels sur l'App Store. L'offre était censée être échangeable via deux méthodes, en utilisant une URL de remboursement de code à usage unique ou une API de feuille de remboursement de code actuelle, si elle est mise en œuvre dans l'application.
Pour accélérer les livraisons d'appareils aux consommateurs, Apple a commencé à expédier des appareils directement depuis ses magasins à partir d'octobre 2020. La société a annoncé qu'elle utilisait son réseau d'Apple Store comme centre de distribution de facto pour expédier les produits directement des magasins aux clients.
En 2023, le chiffre d'affaires de la société en Russie s'élève à 38 millions d'euros.

### Acquisition de sociétés
Comme Amazon, Facebook et Google, Apple a, depuis sa fondation, racheté de nombreuses entreprises pour alimenter sa croissance, élargir sa base d'utilisateurs et développer de nouvelles technologies. Parmi ses acquisitions, on peut citer NeXT, P.A. Semi, Siri et Beats Electronics.
En août 2016, Apple se renforce dans le domaine de l'intelligence artificielle et rachète la société spécialisée Turi, basée à Seattle, pour un montant estimé à 200 millions de dollars. Turi est spécialisée d'après son site internet sur une branche de l'intelligence artificielle appelée machine learning (apprentissage automatique en français) : des outils et algorithmes permettant aux ordinateurs ou aux applications logicielles « d'apprendre » au fur et à mesure de leur utilisation. Cela peut entre autres servir à analyser les comportements des utilisateurs, à cibler en fonction de leur profil des publicités ou des recommandations de produits, ou encore à détecter des anomalies et donc des fraudes potentielles.
En février 2017, Apple rachète la startup israélienne Real Face, spécialisée dans la reconnaissance faciale.

## Activité

### Produits électroniques
Apple II
Sorti en 1977, l'Apple II est considéré comme le premier ordinateur personnel au monde produit en grande série. Ses ventes firent la richesse d'Apple, et représentèrent la majeure partie de son revenu jusque dans la seconde moitié des années 1980.

#### Apple III
L'Apple III, sorti en 1980 était destiné au marché professionnel. Il était équipé d'un processeur de la série 6502 mais cadencé à 2Mhz soit le double de l'Apple II. Malheureusement il souffrit d'une fiabilité aléatoire due à la surchauffe de la carte mère. Son système d'exploitation (Apple SOS) plus sophistiqué induit quelques problèmes de compatibilité. Ce fut un échec commercial pour Apple.[réf. nécessaire]

#### Lisa
Lisa sorti en 1983 était le premier ordinateur avec l'interface graphique-souris de qui fit la fortune d'Apple avec Macintosh. Il fut lancé sans grand succès; trop cher et relativement fermé. De plus Apple tenta de réserver sa commercialisation à un nombre limité de revendeurs ce qui nuit beaucoup à sa diffusion. Malgré l'attrait de son interface intuitive qui attira l'attention de la presse et un peu du public, il ne reçut qu'un succès d'estime.[réf. nécessaire]
Macintosh

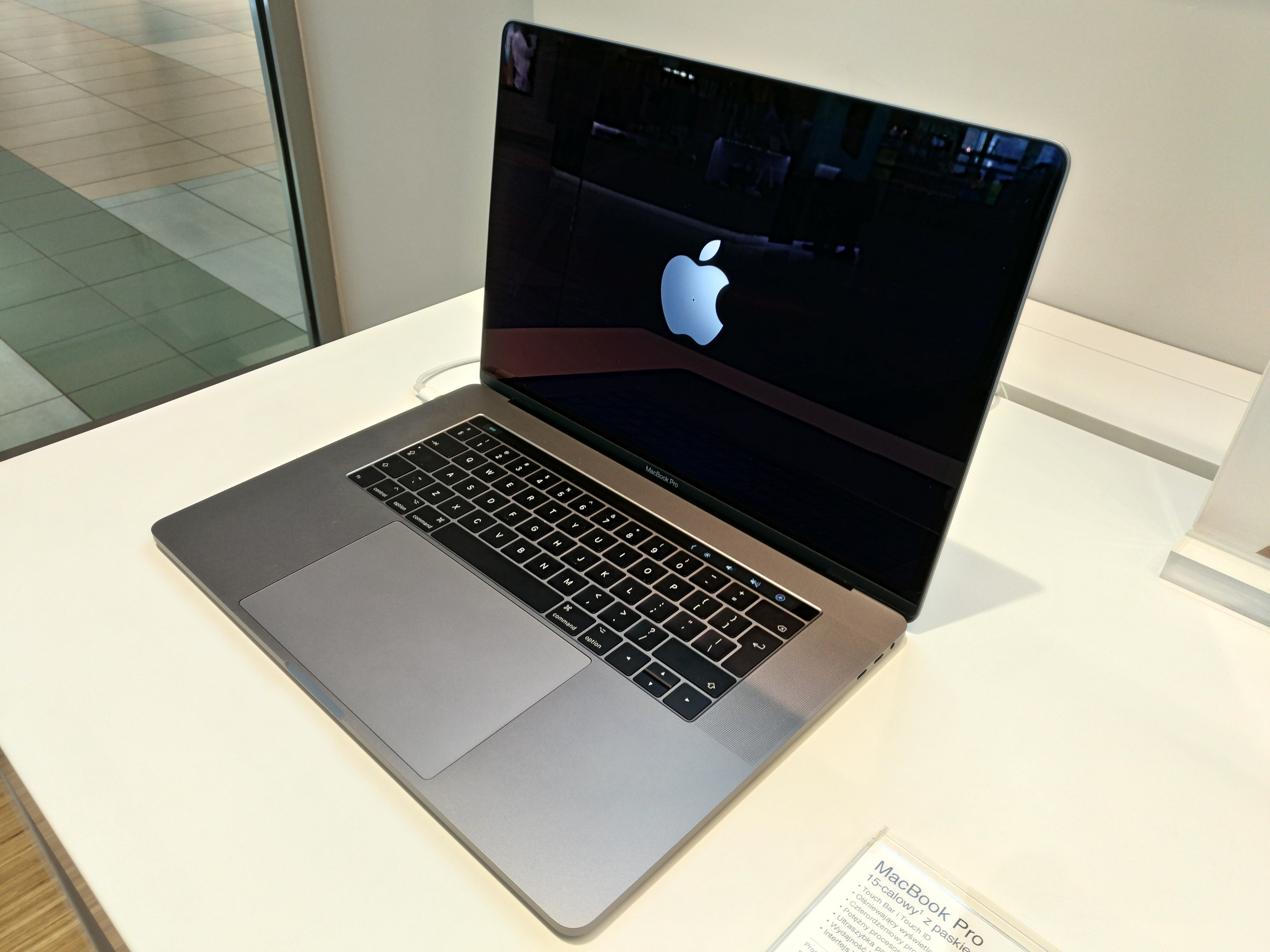
Un MacBook Pro 15" (2017) avec Touch Bar.

Le Macintosh, famille d'ordinateurs, a constitué pendant plus de 20 ans l'activité principale d'Apple. En 2014, ils sont constitués :

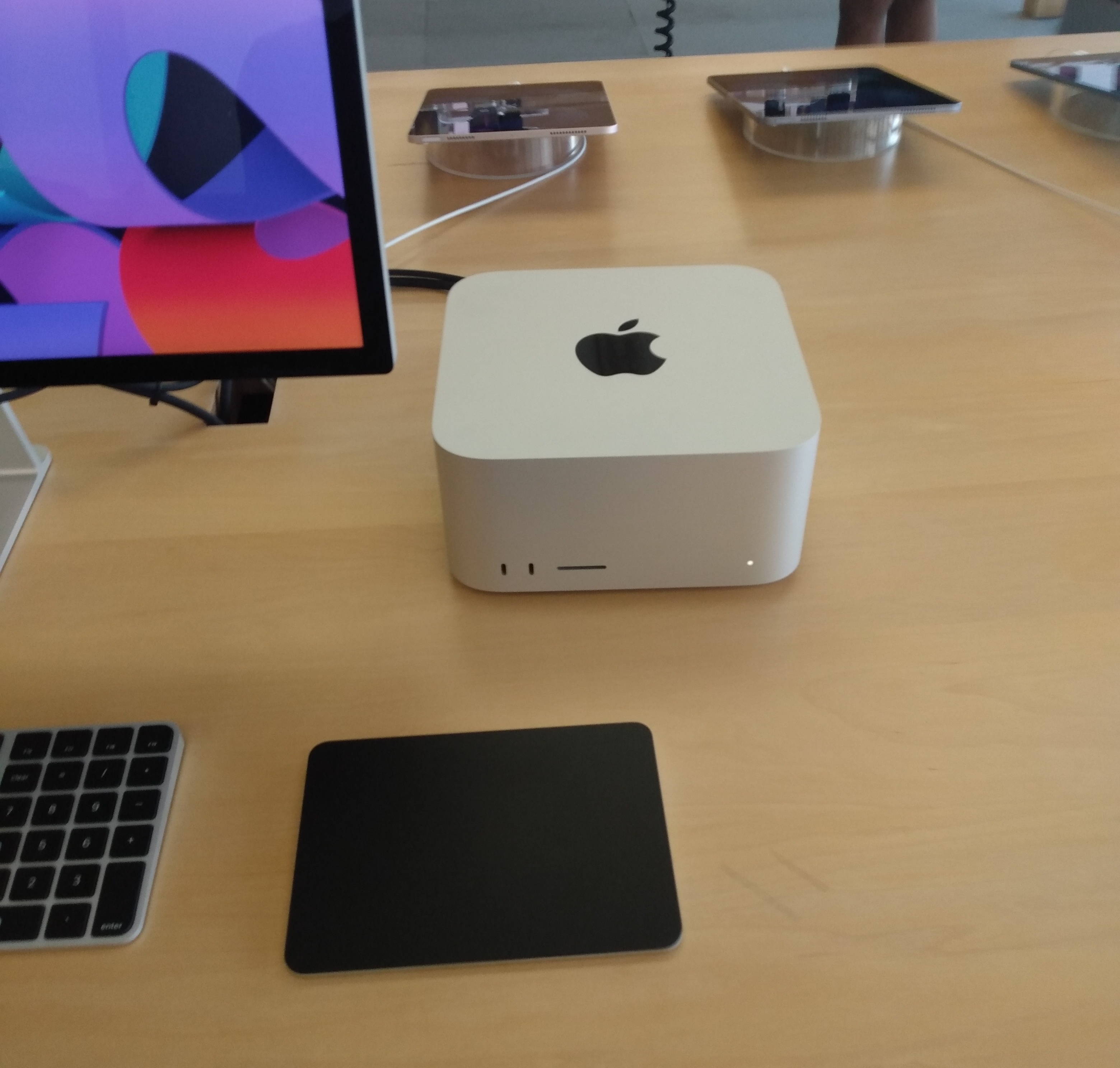
Un Mac studio

- le Macintosh 128k (puis 512k), premier ordinateur de la famille Macintosh lancé en 1984.
- de l'iMac, ordinateur tout-en-un lancé pour la première fois en 1998. Sa popularité a permis de relancer la firme alors en crise ;
- du MacBook Air, un ordinateur portable ultra-fin grand public lancé en 2008 qui a remplacé le MacBook en 2011 ;
- du MacBook Pro Retina, un ordinateur portable proposé en 15 et 13", en complément (durant les années 2012-2013) puis en remplacement du MacBook Pro (ce dernier était proposé en 13, 15 et 17" et a remplacé les PowerBook lors de son lancement en 2006). Celui-ci est un MacBook Pro avec un écran de meilleure résolution, plus fin, n'ayant pas de lecteur CD/DVD interne et disposant d'un disque dur SSD de série lors de son lancement en 2012. Il est également équipé d'une connectique HDMI 1.4[45] ;
- du Mac Pro, un ordinateur type station de travail qui remplace les PowerMac lors de son lancement en 2006 ; en 2013, une toute nouvelle version dans un boitier compact de forme cylindrique est mise sur le marché, abandonnant ainsi le format tour. Ce dernier est repris pour le Mac Pro 2019 basé sur la modularité ;
- du Mac mini, un ordinateur de bureau compact lancé en janvier 2005.
- du Mac studio, un ordinateur de bureau plus imposant que le Mac mini et destiné aux professionnels est lancé le 18 mars 2022.

Apple vend aussi de nombreux accessoires pour les Macintosh (aussi compatibles avec les autres ordinateurs) tels que la Time Capsule, la Magic Mouse, le Magic Trackpad ou les claviers Apple.
iPod

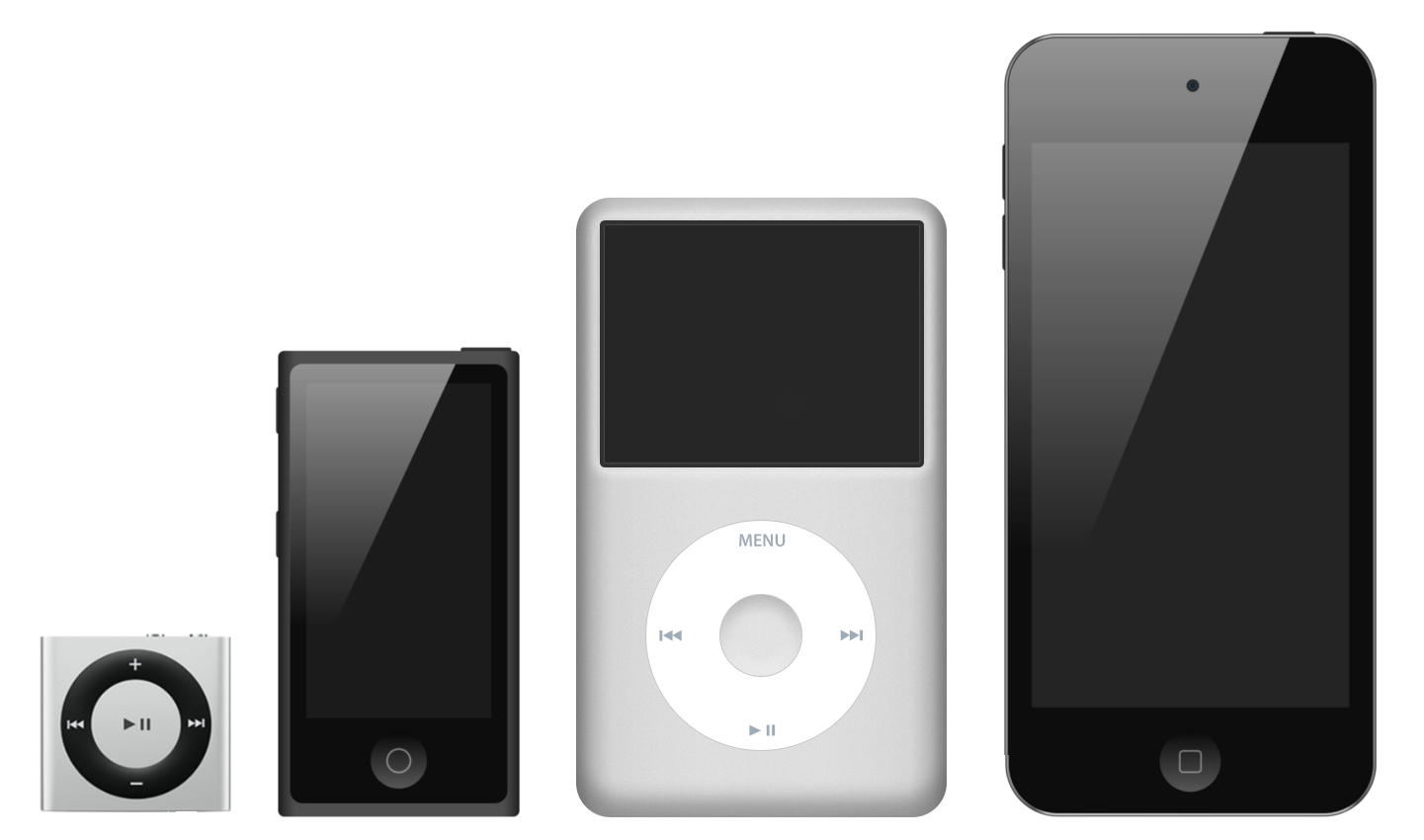
La famille des iPod : l'iPod shuffle, l'iPod nano, l'iPod classic et l'iPod touch.

Lancé pour la première fois en 2001, le baladeur numérique iPod signe pour Apple l'entrée dans le monde de la musique et en général dans d'autres appareils que les ordinateurs. D'un modèle unique, le modèle s'est décliné en plusieurs versions au fil des années. L'iPod a été le leader du marché des baladeurs numériques dans le monde et on compte, depuis son lancement en 2001, plus de 275 millions d'appareils vendus. Il exista jusqu'à 4 familles d'iPod :
- l'iPod nano, iPod de taille réduite par rapport à l'iPod classic. Il est équipé de mémoire flash. Les premiers modèles étaient équipés d'une molette cliquable, mais les modèles de 6e et 7e générations sont entièrement tactiles et leur format a été revu ;
- l'iPod shuffle, baladeur numérique, le plus petit et le plus abordable, qui a la particularité de ne pas posséder d'écran ;
- l'iPod touch, baladeur à écran tactile qui ressemble en de nombreux points à l'iPhone, reprenant la même structure et interface, sans la fonction téléphonique et le réseau cellulaire.
- l'iPod classic, descendant direct du modèle lancé en 2001 ; il était doté d'un disque dur de 160 Go pour la version de 2009, soit la plus grande capacité d'un iPod.

L'iPod classic, en raison du modèle de disque dur dépassé, cessa d'être produit en 2014. Après avoir été révisés en 2012, l'iPod nano et shuffle furent retirés de la vente en 2017. On souligna que c'est une grande partie de l'histoire d'Apple qui se tourne.
Le 10 mai 2022, Apple annonce la fin de l'iPod touch, dernier iPod encore en vente et dont la dernière version remontait à 2019.
iPhone

Disponibilité des iPhone (décembre 2008) :
iPhone EDGE était disponible, actuellement 3GS
iPhone 3G et 3GS

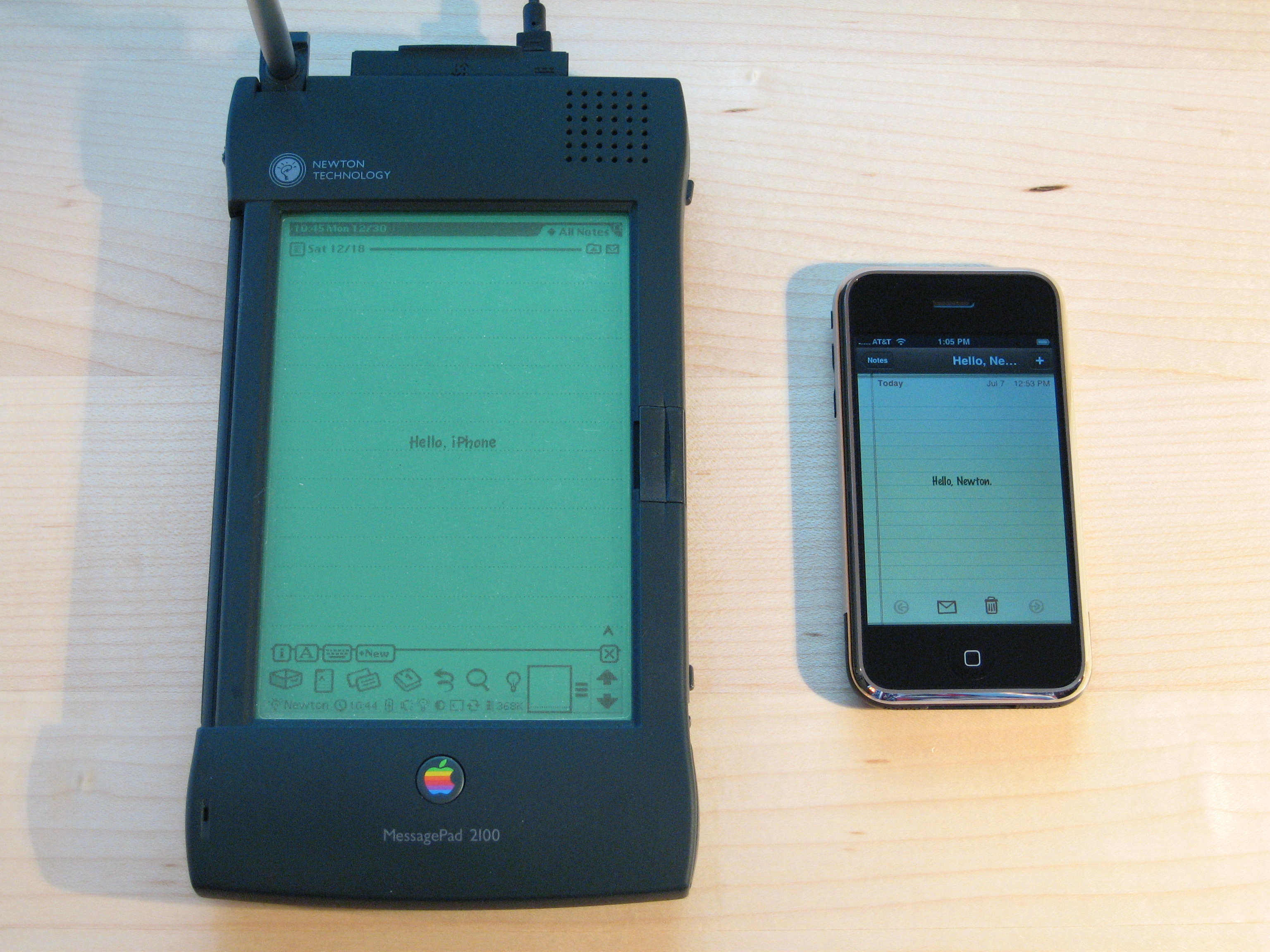
Un iPhone 2G à droite de son ancêtre, le Newton MessagePad.

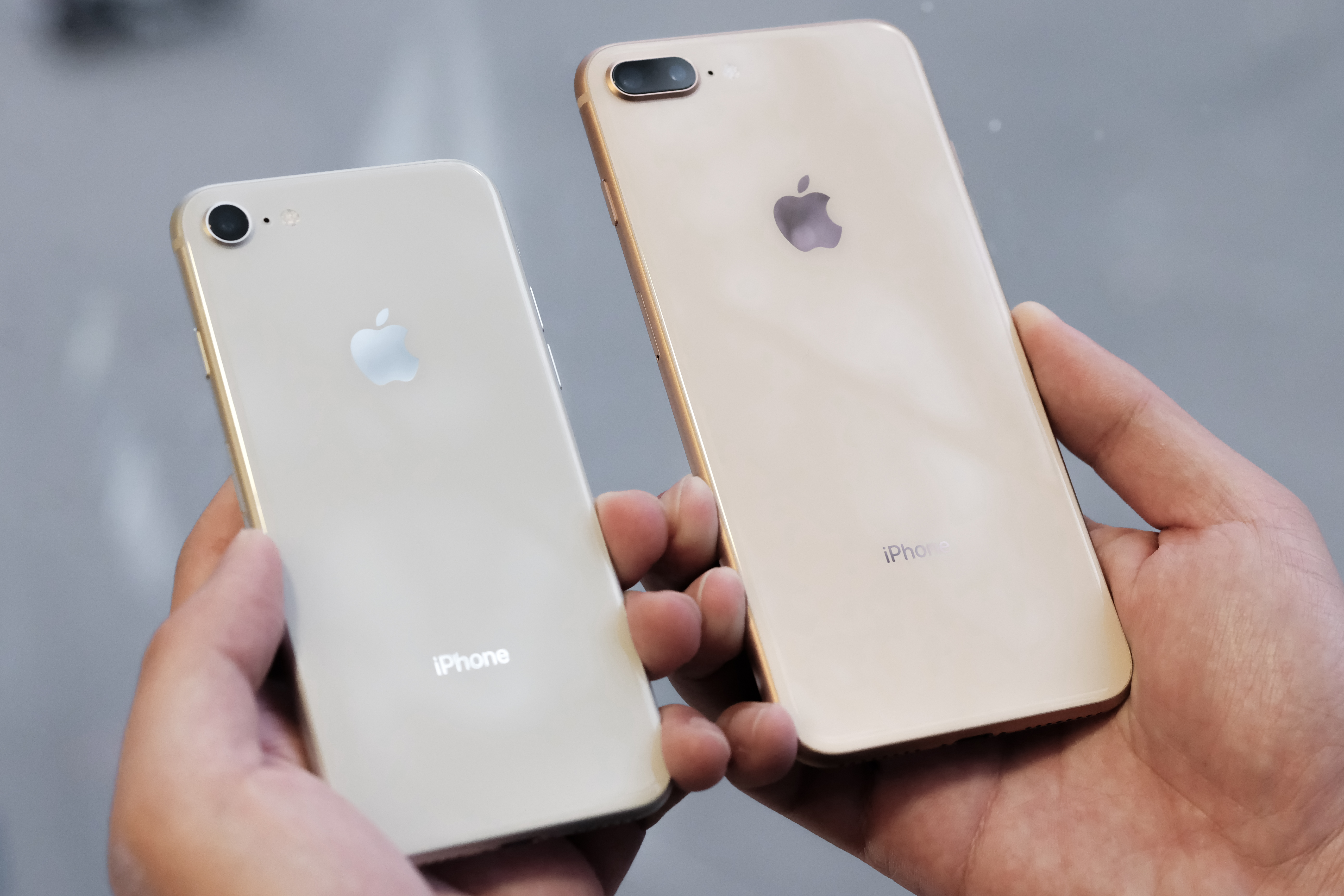
L'iPhone 8 couleur argent et l'iPhone 8 Plus couleur or, de dos.

L'iPhone, famille de smartphone d'Apple, est présenté par Steve Jobs en janvier 2007 lors de la Macworld Conference & Expo, il est la convergence d'un smartphone, d'un iPod et d'un client internet. L'iPhone est le premier appareil Apple équipé du nouveau système d'exploitation, alors nommé iPhone OS, maintenant iOS. Son succès grandit au fil des nouvelles fonctionnalités qui lui sont apportées. En 2008, Apple ouvre l'App Store, une boutique de logiciels payants et gratuits destinés à l'iPhone OS qui, chaque année, voit l'apparition lors de conférences organisées par Apple de nouveaux modèles d'iPhone qui sont apparus au fil des versions de nouvelles fonctionnalités telles que la 3G, un GPS, un gyroscope ou encore l'appel visio FaceTime. Le 4 octobre 2011, Apple présente l'iPhone 4S, doté de Siri, une interface à reconnaissance vocale qui permet à l'utilisateur de donner des ordres vocaux à son iPhone. Le 21 septembre 2012, l'iPhone 5, qui présente un design revu, un écran plus long, un processeur plus puissant et plus rapide et qui supporte les réseaux LTE aux États-Unis et dans plus de 40 pays, est mis en vente. Le 10 septembre 2013, Apple annonce l'iPhone 5s, l'un des deux modèles de la 7e génération de l'iPhone ; il prend en charge la 4G LTE des opérateurs français et intègre un nouveau système de déverrouillage par empreinte digitale (Touch ID). L'autre modèle de la 7e génération de l'iPhone, est l'iPhone 5c qui a été annoncé au même moment que l'iPhone 5s ; il reprend la plupart des caractéristiques techniques de l'iPhone 5, avec toutefois la prise en charge des réseaux 4G LTE des opérateurs français, et adopte également un nouveau design en polycarbonate coloré. Le 9 septembre 2014, Apple lance la 8e génération de l’iPhone, avec l'iPhone 6 (écran de 4,7 pouces) et l'iPhone 6 Plus (écran de 5,5 pouces), qui intègrent le nouveau système de payement d'Apple (Apple Pay). En septembre 2015, à l'occasion du lancement des iPhone 6s et 6s Plus, Apple annonce avoir vendu plus de 13 millions d'appareils dès le premier week-end, ce qui constitue un score historique pour l'entreprise. Apple a présenté lors de la keynote du 21 mars 2016, un nouvel iPhone qui reprend le modèle de résolution de 4 pouces, le nom de ce modèle est l'iPhone SE, qui signifie « Special Edition », donc édition spéciale. La firme enregistre cependant le 26 avril 2016 une baisse de 16 % sur les ventes de ses iPhone et une chute de 22 % de son bénéfice net. Le 7 septembre 2016, Apple présente lors d'une keynote les iPhone 7 et 7 Plus. Lors de sa keynote du 12 septembre 2017, alors que le public n'attendait qu'un seul modèle d'iPhone, Apple en dévoila trois, l'iPhone 8, 8 Plus et l'iPhone X. Avec ces deux nouveaux smartphones, Apple apporte enfin la recharge sans fil. Alors que l'iPhone 8 et 8 Plus reprenaient le design de l'iPhone 7, l'iPhone X, lui, adopte un tout nouveau design jamais vu chez Apple avec un écran de 5,8 pouces et embarque la nouvelle technologie développée par Apple de reconnaissance faciale en 3D (Face ID). Tous deux apportent la nouvelle version d'iOS, iOS 11. Il n'existe pas d'iPhone 9, Apple a sorti directement l'iPhone 10 ou X à l'occasion de son 10e anniversaire. Le 12 septembre 2018, Apple annonce la version améliorée de l'iPhone X en deux tailles : l'iPhone XS et l'iPhone XS Max, même technologie que ce dernier avec un écran plus grand (le plus grand qu'Apple n'ait jamais créé). Lors de cette Keynote, Apple annonça également l'iPhone XR. Le 10 septembre 2019, Apple présenta trois nouveaux iPhones : 11, 11 Pro et 11 Pro Max. Les iPhones 11 Pro et 11 Pro Max ont un triple appareil photo ; une première chez Apple. Le 14 avril 2020, Apple annonce une révision de l'iPhone SE, disponible à partir du 24 avril de la même année. Le 14 septembre 2021, Apple a présenté sa nouvelle gamme d'iPhone : les iPhone 13, 13 mini, 13 Pro et 13 Pro Max.
Un an après, le 16 septembre 2022, Apple sort sa nouvelle collection d'iPhone : l'iPhone 14, l'iPhone 14 Plus, l'iPhone 14 Pro et l'iPhone 14 Pro Max.
iPad

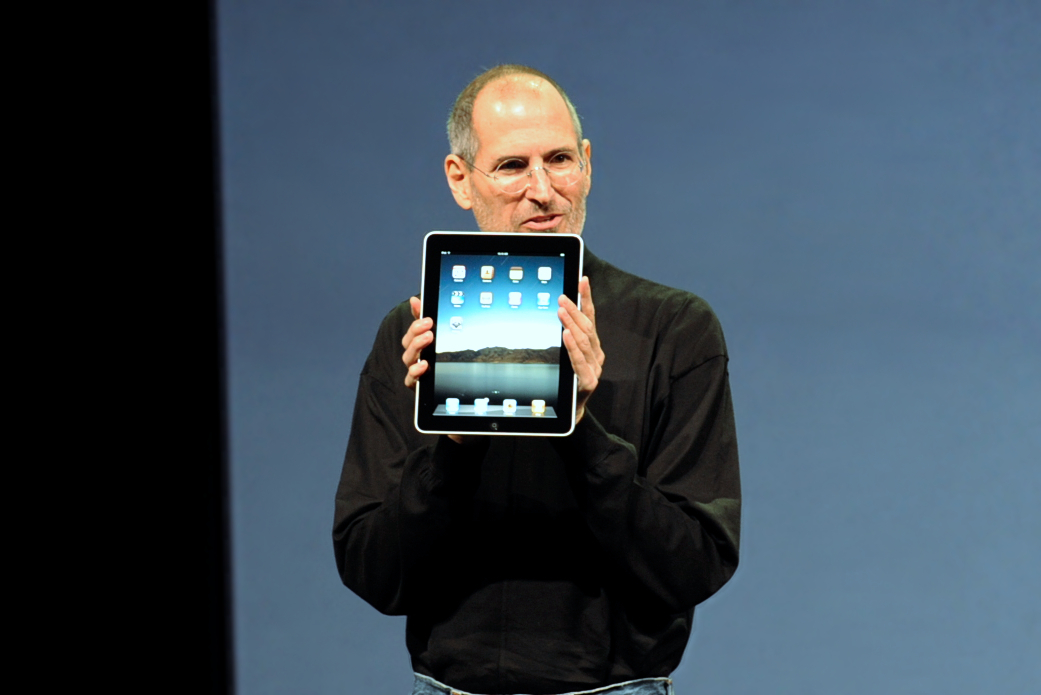
L'iPad, présenté par Steve Jobs en 2010.

La tablette tactile iPad est présentée pour la première fois par Steve Jobs en janvier 2010. Elle fonctionne sous une version modifiée d'iOS (il sera d'ailleurs à l'origine du changement de nom de l'iPhone OS en iOS puisque ce système d'exploitation n'est plus cantonné à l'iPhone). Elle est particulièrement orientée vers les médias tels que les livres, journaux, magazines, films, musiques, jeux, mais aussi vers l'Internet et l'accès à ses courriers électroniques (e-mails). Avec un poids compris entre 680 à 730 grammes, cette tablette est située entre les smartphones et les ordinateurs portables.
La deuxième génération d'iPad est disponible depuis mars 2011 et se distingue par quelques améliorations : un processeur plus puissant (puce Apple A5 bicœur), son épaisseur est réduite de 33 % à 8,8 mm, son poids est réduit de 15 % (600 g pour la version Wi-Fi et 610 g pour la version Wi-Fi + 3G) et deux caméras intégrées (une frontale et une dorsale).
Au second trimestre 2012, 34 millions d'iPad, pour un chiffre d’affaires de 19 milliards de dollars (15,5 milliards d’euros) ont été vendus aux États-Unis.
iPad mini
L'iPad mini est une tablette tactile conçue et développée par Apple, manufacturée par Foxconn, présentée au public le 23 octobre 2012. Ce modèle issu de l'iPad en propose les mêmes fonctionnalités avec un écran plus petit : 7,9 pouces. Après quatre ans sans nouveauté chez l'iPad Mini, sa cinquième génération sort enfin le 18 mars 2019. L'iPad mini est disponible à partir de 299 € (16 Go) en version Wi-Fi et à partir de 419 € en version Wi-Fi + Cellular (Wi-Fi + 4G LTE). De plus, en version Rétina, avec 16 Go il est proposé à 399 € (Wifi) et 519 € (Wifi + Cellular).
En 2019, sort l'iPad mini 5, avec un meilleur écran, la compatibilité avec l'Apple Pencil 1 et plus de puissance grâce à la puce A12 d'Apple.
Fin 2021, Apple sort l’iPad mini 6, désormais avec un écran plus grand : 8,3 pouces son apparence est calquée sur celui de l’iPad Air 4.
Désormais compatible avec l’Apple Pencil 2 et ultra-puissant grâce à la nouvelle puce A15 d'Apple. À partir de 559 € (64 Go) en version Wifi et à partir de 729 € en version Wifi + Cellular
Apple Pencil
L'Apple Pencil de première génération sorti en même temps que les premiers iPad Pro, soit en novembre 2015, celui-ci permet d'écrire sur les iPad compatibles tout en passant la main sur l'écran, car l'iPad détectera le crayon.
La seconde génération du crayon d'Apple sortie trois ans plus tard change son design et son mode, elle apporte de nouvelles fonctionnalités et est compatible avec les nouveaux design des iPads Pro de 3e et 4e génération.
Apple Watch

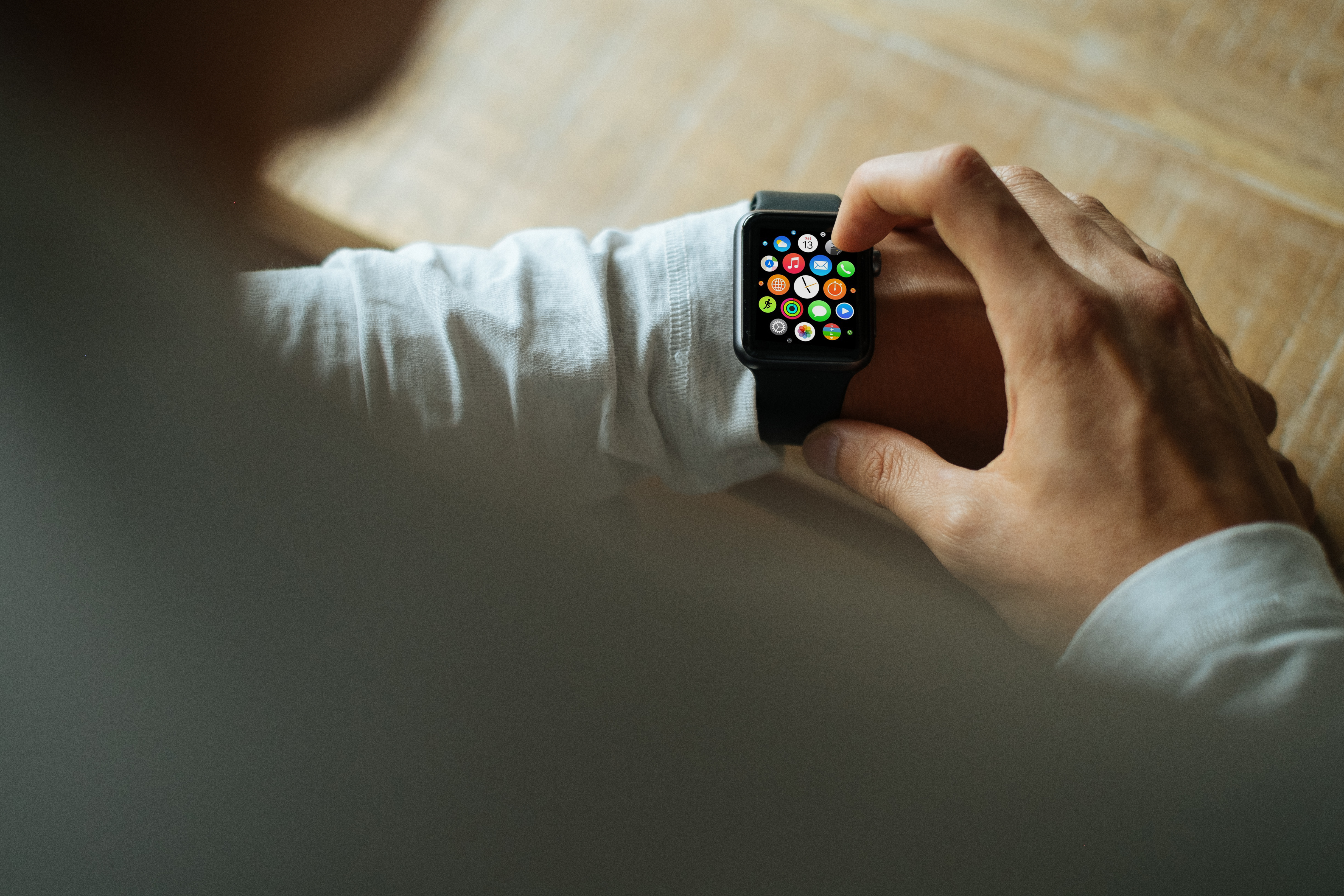
Une Apple Watch au poignet.

l'Apple Watch est présentée le 9 septembre 2014 pour être disponible en avril 2015 à partir de 349 $. Cette montre connectée est dotée de son propre système d'exploitation, WatchOS. Déclinée en trois versions – Apple Watch, Apple Watch Sport et Apple Watch Edition (en or 18 carats) – est compatible avec iPhone 5 et supérieur et, en plus de donner l'heure, propose plusieurs fonctionnalités dont un entraîneur sportif avec un cardiofréquencemètre.
En septembre 2016, Apple présente l'Apple Watch Series 2 accompagnée d'un nouvel OS watchOS 3. Si le design est quasi identique, l'intérieur a été revu. Nouveau processeur, étanchéité jusqu'à 50 m et GPS font leur apparition. Enfin, l’Apple Watch Edition abandonne l’or au profit de la céramique, pour un tarif divisé par dix. La nouvelle montre connectée est toujours disponible en 38 mm et 42 mm.
Le 12 septembre 2017, l'Apple Watch Series 3 est présentée. Le design restant le même que les précédents, l'Apple Watch 3 inclut tout de même quelques nouveautés telles que la simulation d'une carte SIM afin qu'elle soit autonome (utilisation sans iPhone) et WatchOS4, une nouvelle version du système d'exploitation. Les prix des montres de cette série commencent à 369 € (GPS) et vont jusqu’à 1 499 € (GPS + Cellular) incluant un boîtier céramique.
En septembre 2018, Apple présente l'Apple Watch Series 4. Le design est amélioré et elle renforce son positionnement sur le créneau sport et santé. Elle est disponible en 40 et 44 mm, et le prix débute à 429 €. Apple fait face à une accusation de vol de brevets au détriment de la société Masimo.
Un an plus tard, fut présenté l'Apple Watch Series 5, cette fois, le design ne change pas, mais elle hérite d'un écran toujours allumé et d'une boussole intégrée.
En septembre 2020, l'Apple Watch Series 6 est lancée accompagnée d'une Apple Watch entrée de gamme l'Apple Watch SE, L'Apple Apple Watch Series 3 reste en vente.
Apple TV

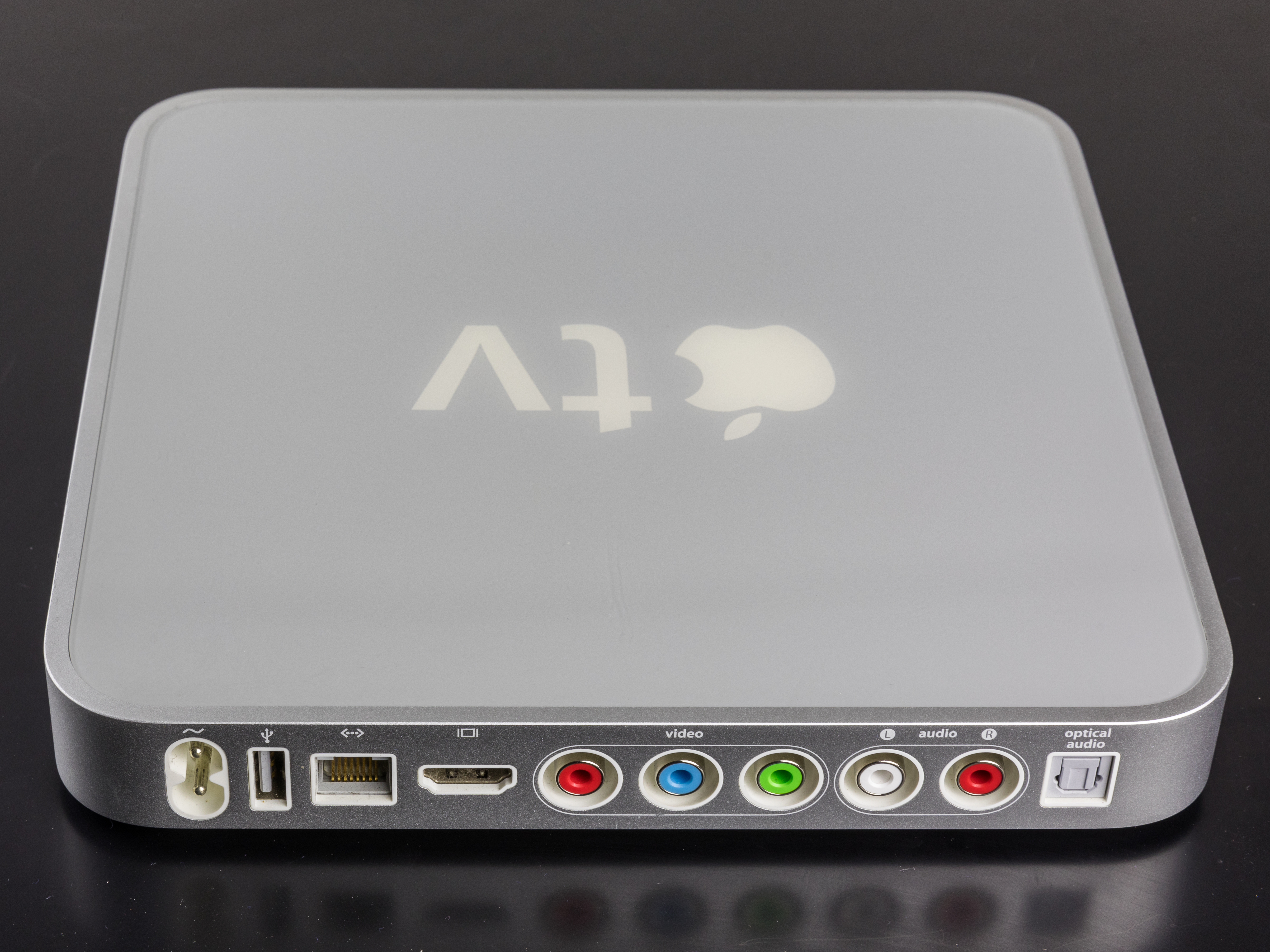
Un Apple TV de première génération.

Présentée fin mars 2007 dans sa première version par Steve Jobs, L'Apple TV (TV) est une box conçue par Apple permettant la communication sans fil entre un ordinateur et un téléviseur, à l'instar du Chromecast et d'Android TV de Google. L'appareil est conçu pour être utilisé avec un iPhone, un iPad, un iPod, une Apple Watch ou un Mac sous OS X.
La dernière version de l'appareil, présentée lors du keynote d'octobre 2015, est dotée d'un nouveau processeur Apple A8 et d'une télécommande Siri Remote tactile. La box fonctionne dorénavant sous tvOS, basé sur iOS 9, et fut disponible courant novembre 2015.
Lors de sa keynote du 12 septembre 2017 Apple lance la TV 4K.
AirPods

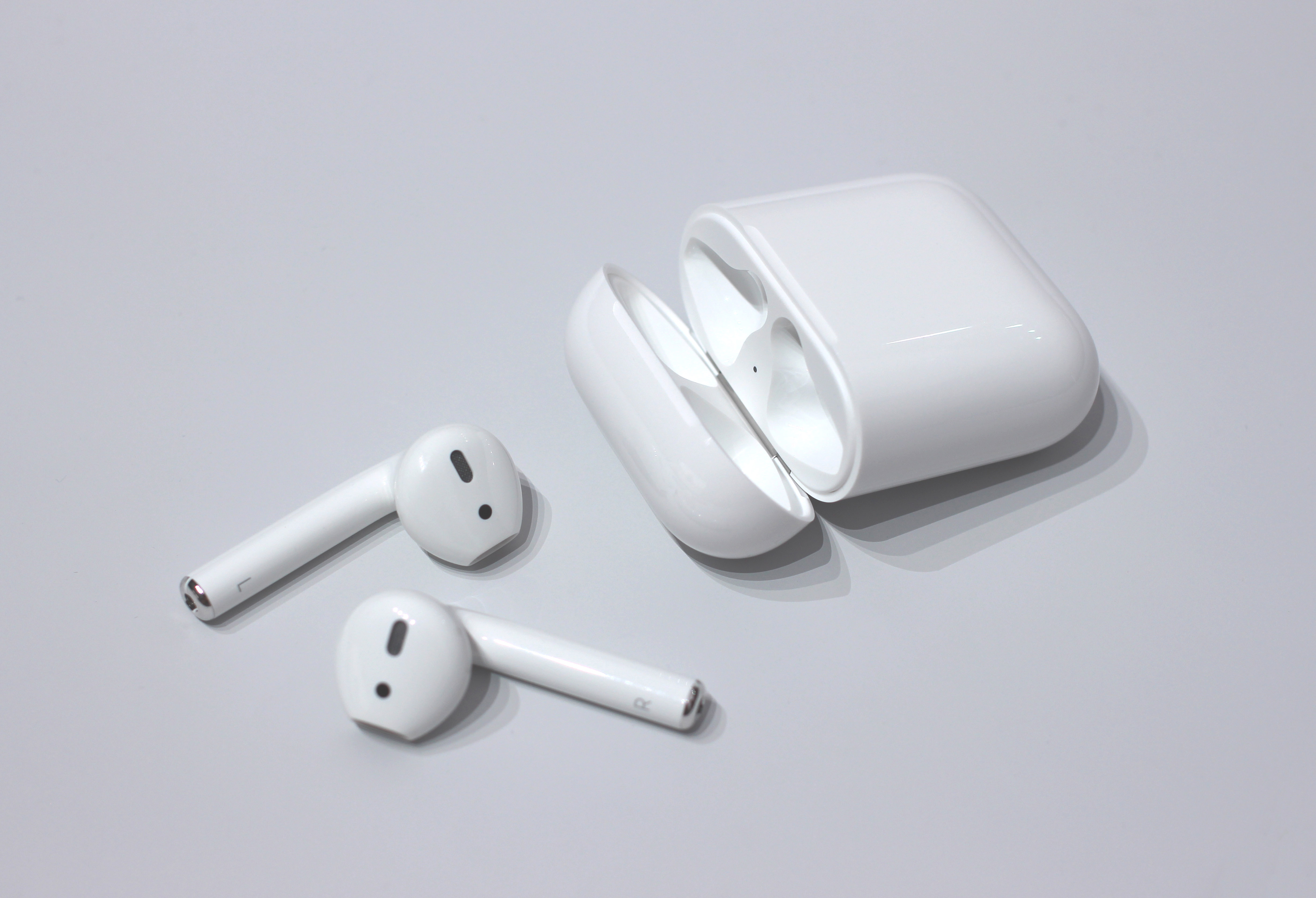
Les AirPods avec leur boîtier de rangement qui fait aussi office de chargeur.

Présentés le 7 septembre 2016 parallèlement à l'iPhone 7 et à l'Apple Watch Series 2. Apple avait initialement prévu de sortir les AirPods fin octobre 2016, mais la société a reporté la date de sortie le 13 décembre 2016, pour un prix de 179 euros.
Ils comportent de nouvelles interactions avec les utilisateurs. Par exemple, si vous retirez un AirPod de l'oreille, la lecture s'interrompt et reprend une fois les deux AirPods à nouveau portés, et si vous double-cliquez dessus, vous pouvez soit activer Siri, soit lire ou mettre en pause la lecture. Pour une fonctionnalité complète, les AirPods nécessitent des périphériques fonctionnant au minimum sur iOS 10.2, macOS Sierra ou watchOS 3. Ils se synchronisent automatiquement via iCloud afin que l'utilisateur puisse basculer vers d'autres périphériques pris en charge connectés au même identifiant Apple. Ils peuvent également lire de l'audio à partir de tout appareil prenant en charge Bluetooth 4.0 ou supérieur, y compris les appareils Android (qui peuvent utiliser le geste de double clic pour contrôler la lecture).
Lors de la keynote du 25 mars 2019, Apple annonce la sortie des AirPods 2. La différence marquante entre cette génération et la première est au niveau de la charge, qui peut désormais se faire par induction.
En octobre 2019, Apple présente les AirPods Pro, qui sont une nouvelle gamme, où Apple revoit en grande partie le design, ce qui permet la réduction de bruit active et passive, qui donne l'impression d'être isolé de ce qui se passe dans la rue ou dans un lieu public par exemple.
En décembre 2020, Apple présente les AirPods Max, premiers casques audio de la firme avec des fonctionnalités de réduction de bruit et une molette, pour contrôler la musique ou le volume, similaire à celle des Apple Watch.
Apple AirPower
Apple annonce, en 2017, mettre au jour un socle de recharge par induction. Notamment avec la sortie de l'iPhone X qui se recharge par induction, les AirPods 2 ainsi que l'Apple Watch devaient également se recharger sur le AirPower par induction. Mais le 30 mars 2019, le groupe américain abandonne officiellement son idée d'AirPower.
Apple Vision Pro
La compagnie de Steve Jobs à développé l’Apple Vision Pro, un casque de réalité mixte, espérant ainsi succéder aux autres casques tels que l'Oculus de Meta ou l'Hololens de Microsoft.
Le 5 mai 2023, lors de la WWDC, Apple annonce son casque de réalité virtuel nommé Apple Vision Pro. La promesse d'Apple avec ce nouveau produit est d'étendre l'expérience utilisateur au-delà de la frontière des écrans. Apple Vision Pro devrait sortir au début de l'année 2024 au États-Unis puis progressivement dans d'autres pays. Pour son lancement, l'Apple Vision Pro devrait coûter la somme de 3 499$.
Jeu vidéo

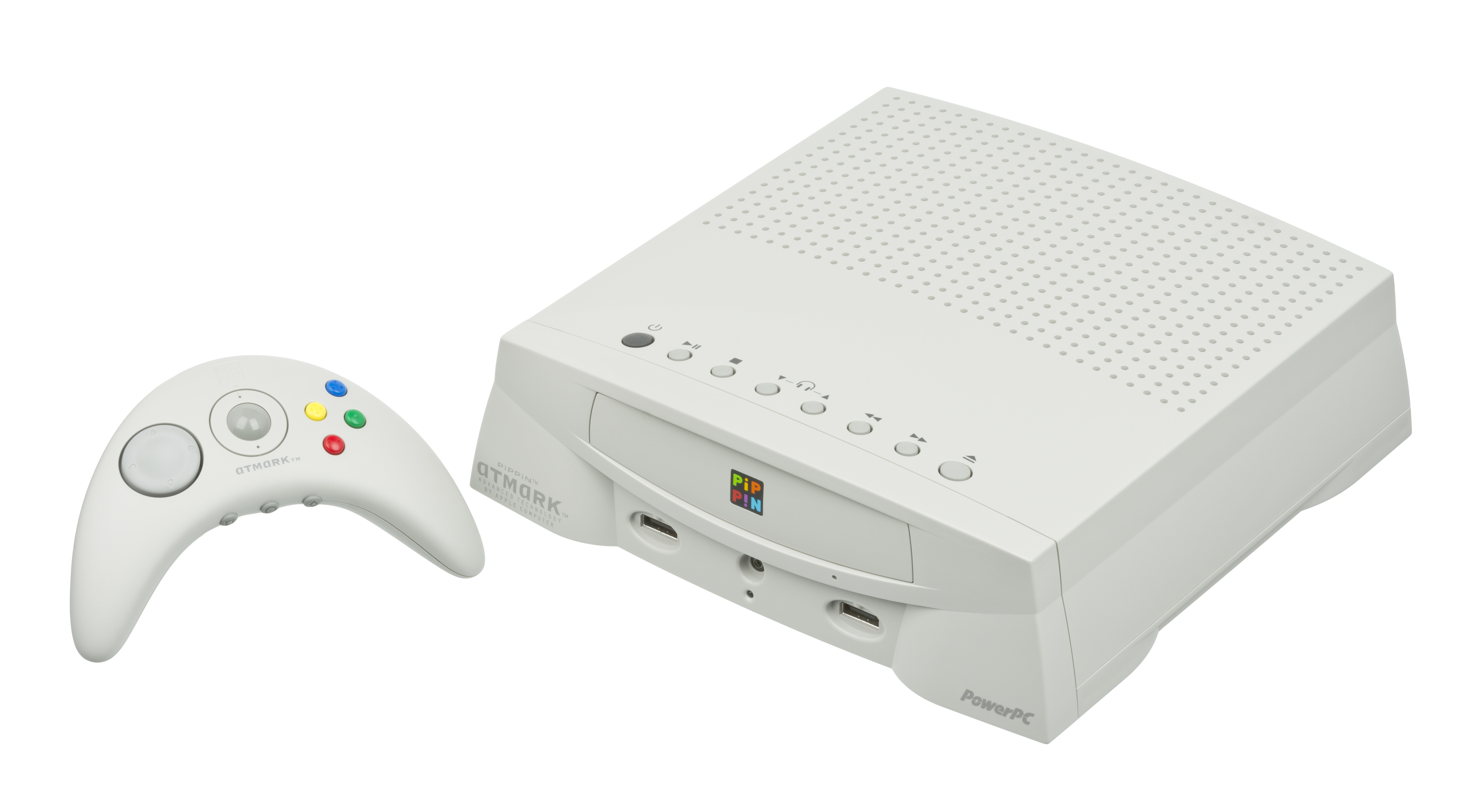
Apple Pippin.

Au milieu des années 1990, Apple s'associe avec Bandai pour la création d'une console de jeux vidéo axée sur le multimédia. La Pipp!n est lancée en 1996 et doit faire face à la Saturn de Sega, à la PlayStation de Sony et à la Nintendo 64 de Nintendo. Un catalogue de jeux famélique, par rapport à ses concurrentes, et un prix élevé mènent à un échec commercial. La production cessa en 1997, seules 45 000 consoles ont trouvé preneur.
Apple promeut l'App Store, sur l'iPhone et l'iPod touch, surtout pour son catalogue de jeu, et n'hésite pas à inviter plusieurs développeurs lors des keynotes. L'entreprise développe en 2008, pour promouvoir l'iPod touch, une application de poker Texas Hold'em, qui ne fut jamais mise à jour et a été retirée en 2011. Cette application est re-publiée le 10 juillet 2019 pour célébrer les 10 ans de l'App Store (bien que cela soit en réalité son 11e anniversaire). Le Game Center est également une création d'Apple pour centraliser les scores et les données.
Dans les Mac, est présent depuis NeXT, un jeu d'échecs, dont la vitesse de réflexion de l'IA est volontairement bridée.
Processeurs
Apple conçoit en interne ses propres processeurs connus sous le nom d'Apple Silicon pour iPhone, iPad, iPod Touch, Apple Watch, Apple TV, AirPods, et débute en 2020 la transition vers le Mac.

### Services

Logo d'Apple One.

Si Apple est avant tout une entreprise qui crée des produits, lors de la keynote spéciale service du 25 mars 2019, la société annonce son intention de diversification dans les services. Six nouveaux services sont alors annoncés, Apple Arcade, l'Apple Card, Apple News+, Apple TV+, Apple TV Channels, et la Connexion avec Apple, ils viendront rejoindre iCloud, Podcasts, Game Center, Apple News, Apple Music, Shazam (racheté en 2017), Livres, Plans, Apple Pay, et Siri, l'assistant vocal de la marque.
En 2020, à la suite de la WWDC 20, Apple annonce, entre autres, l'arrivée du futur du service Traduire et de CarKey.
Le 15 septembre 2020, Apple présente Apple One, un service d'abonnement regroupant, à un tarif plus avantageux, plusieurs services payants.
iCloud
iCloud est le service de stockage en ligne d'Apple incluant 5 Go offerts, extensibles contre un paiement mensuel. iCloud est également un service de boîte mail.
Le service de stockage fut rebaptisé iCloud+ avec iOS 15, pour lui ajouter de nouvelles fonctions sans changement de tarif.
Safari
Safari est le navigateur web installé par défaut dans les Mac, iPod touch, iPhone et iPad.
Livres

Ancien logo de Livres sur MacOS.

Apple Books ou Livres en français, est une application permettant d'acquérir des livres numériques dans une boutique en ligne, puis de les lire à l’aide d’un iPad, d’un iPhone, d’un iPod touch ou d'un Mac. Apple Books est distribuée gratuitement. Le service est accessible par n'importe quel écrivain, elle permet notamment de diffuser du contenu en évitant les intermédiaires.
L'application Livres est également sur l'Apple Watch, mais de façon audio, c'est-à-dire que les livres audio doivent être téléchargés préalablement sur la montre, puis pourront être lus via un casque ou des écouteurs sans fil.
Plans

Logo de Plans sur Apple Watch.

Apple Plans ou tout simplement Plans, est l'application de cartographie installée sur macOS, iOS, WatchOS et iPadOS qui permet de demander son trajet de différentes manières (voiture, transports, services, marche…), ou de se localiser et s'orienter.
Siri
Siri est l'assistant vocal d'Apple par défaut.
Énergie
En 2016, Apple crée la filiale Apple Energy, chargée de revendre aux particuliers l'électricité produite en excédent par les centrales d'énergie renouvelable dont le groupe est propriétaire.

#### Services de communications
iMessage
iMessage est un service de messagerie instantanée disponible sur macOS, iOS, WatchOS et iPadOS.
FaceTime
FaceTime est un service d'appel audio et vidéo disponible sur macOS, iOS et iPadOS.
Traduire
L'application Traduire d'Apple est un service de traduction arrivé avec iOS 14 en fin 2020. Il permet la traduction orale et écrite dans une autre langue. Avec l'introduction d'iPadOS 15⁣⁣, il arrive sur les iPad.

#### Services audio
Apple Music

Logo d'Apple Music

Apple Music est un système de musique à la demande annoncé lors de la WWDC 2015. Il concurrence d'autres plateformes de streaming musical comme Spotify ou Deezer. En 2020, il est le second service de musique le plus utilisé avec plus de 60 millions d'utilisateurs dans le monde, et plus de 90 millions de morceaux disponibles en streaming.
Podcast

Logo d'Apple Podcast

Podcast est une application gratuite, disponible depuis tous les appareils Apple (Apple Watch compris) qui permet d'écouter des milliers de podcasts gratuitement, de les télécharger, et d'en voir la version vidéo (si celle-ci est publiée sur la plateforme). En juillet 2019, Bloomberg annonce qu'Apple va produire ses propres podcasts. La nouvelle fait chuter de près de 3 % le cours boursier de Spotify, plateforme suédoise de streaming musical et principal concurrent d'Apple sur le terrain des podcasts.
Shazam

Logo de Shazam

Shazam est une application qui permet d'identifier à peu près n'importe quel titre de musique en le faisant écouter à l'application via le micro du smartphone. L'application est rachetée par Apple en décembre 2017 pour environ 400 millions de dollars. Apple supprime la version payante sans pub et intègre le service à Siri qui devient capable de reconnaître la musique, au même titre que l'application. Depuis 2020, Shazam peut être synchronisé avec le compte Apple Music ou Spotify de l'utilisateur.

#### Services de paiement
Apple Pay est le service de paiement sans contact proposé par Apple, qui permet de payer en boutiques et sur de nombreux sites internet avec les produits fonctionnant sur macOS, iOS, iPadOS et watchOS.
Wallet est une application développée par Apple, permettant de regrouper des bons de réduction, des réservations de places (cinéma, restaurants, hôtel…) ou encore des cartes de fidélité, il est également possible d'y regrouper ses cartes de crédit.
L'Apple Card est une carte de crédit présentée par l'entreprise en mars 2019, en partenariat avec la banque américaine Goldman Sachs et Mastercard. Elle n'est disponible qu'aux États-Unis.
Apple a annoncé des modifications de ses règles de l'App Store en août 2024 dans l'UE dans le but d'éviter des milliards d'euros d'amendes potentielles dans le cadre d'une nouvelle législation stricte visant à réduire le pouvoir des plus grandes sociétés technologiques.

#### Services télé

Logo de l'app. mobile Apple TV.

L'application Apple TV est une application qui centralise un grand nombre programmes du monde pour les louer ou les acheter ; il est aussi possible de s'abonner à certains services de VOD comme Apple TV+, Paramount+, ou Mubi, ce sont les Apple TV Channels. L'application se synchronise également avec de nombreuses applications de services de vidéo à la demande, pour avoir une vue d'ensemble des programmes que l'on est en train, ou que l'on souhaite regarder.

Logo d'Apple TV+.

Apple TV+ est le service de vidéo à la demande d'Apple. Il est annoncé le 25 mars 2019 avec un lancement le 1er novembre suivant et vise à concurrencer les autres services du marché, avec majoritairement des contenus originaux (Apple Originals).
Apple TV Channels est un service qui permet de s'abonner, et d'accéder à des services de vidéos à la demande directement depuis l'application Apple TV. Le prix des abonnements, et les périodes d'essais des chaînes sont déterminés par les sociétés de vidéos à la demande, et non pas par Apple (sauf pour Apple TV+).

#### Services automobiles

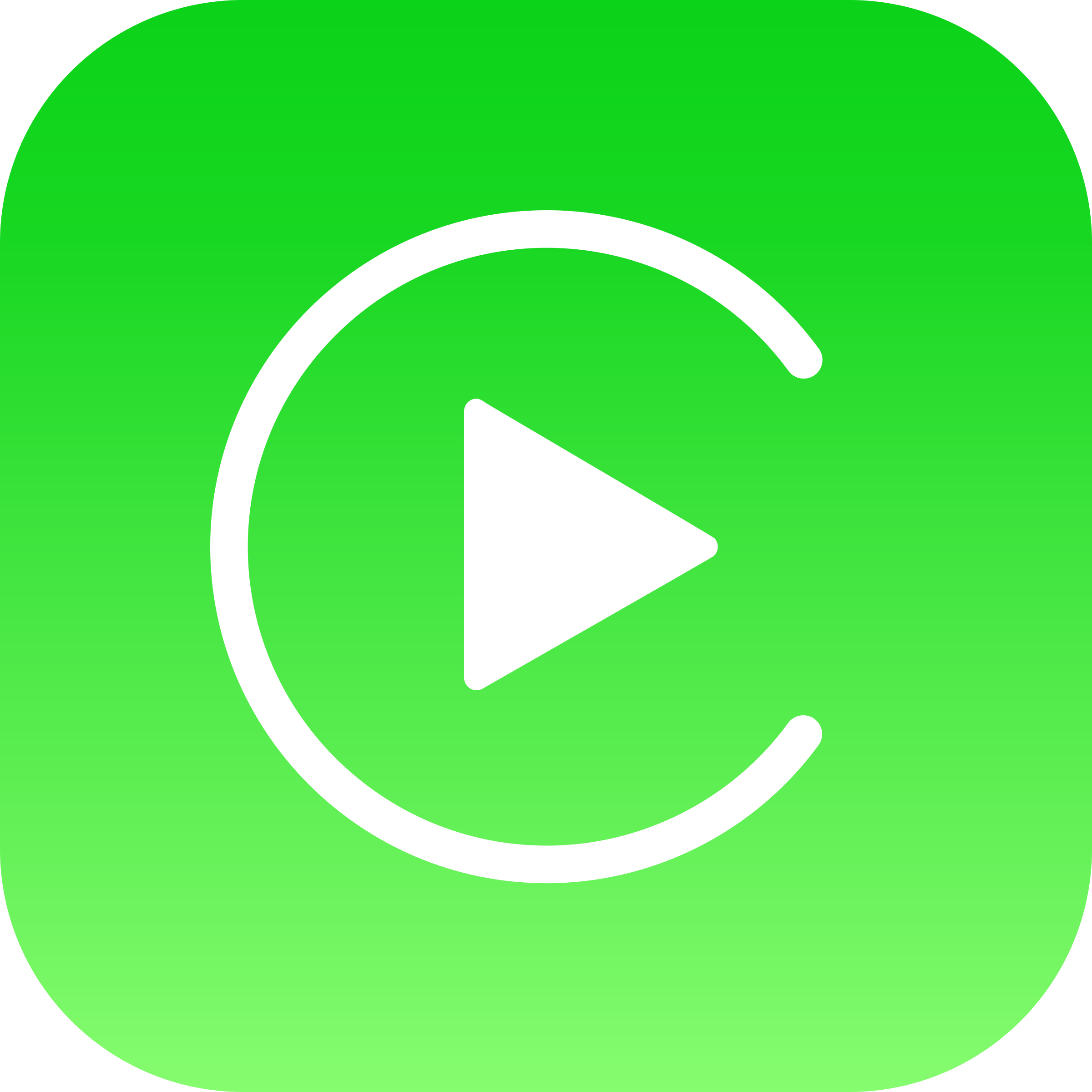
Logo du système CarPlay.

Au début de mars 2014, Apple officialise l'arrivée de CarPlay, un système d'exploitation (OS) relié à l'iPhone pour les automobiles, ce système permet de transférer certaines applications compatibles de l'iPhone vers le tableau d'affichage de la voiture, comme Plans / Waze, Apple Music / Spotify, ou Messages par exemple.
Le 22 juin 2020, lors de la WWDC 20, Apple présente son système de déverrouillage sans contact des voitures à l'aide de l'iPhone, CarKey,.
Le 12 mai 2016, Apple a réalisé un investissement d'un milliard de dollars dans un service chinois de voiture de transport avec chauffeur, Didi Chuxing.

#### Jeux
Game Center
Game Center est un réseau social de jeu multijoueurs en ligne, publié par Apple,. Il permet aux utilisateurs d'inviter des amis à jouer à un jeu, commencer une partie multijoueurs à travers le jumelage, le suivi de leurs réalisations, et de comparer leurs meilleurs scores.
Avec iOS 14, Apple revoit sa copie en modifiant radicalement son interface, son système et ses commandes.
Apple Arcade

Logo d'Apple Arcade.

Apple Arcade est un service de jeux en ligne lancé durant la keynote du 25 mars 2019 uniquement disponible depuis l'App Store contre un abonnement mensuel de 4,99 € et un mois d'essai gratuit, pour six personnes. Certains jeux sont exclusifs, toutes plateformes confondues (Xbox, PS, Android, PC…), tandis que les autres ne le sont que pour l'App Store ; il n'est donc pas possible de jouer à ces jeux sur les appareils Apple sans passer par Apple Arcade.
À ce jour, le service dispose d'un catalogue de plus de 200 jeux et en ajoute régulièrement, tous sans publicité ni contenus additionnels payants (possible lors de mises à jour gratuites)[style à revoir].

#### Presse

Logo d'Apple News

Apple News est un service regroupant un grand nombre de journaux, cependant, l'application n'est pas disponible partout dans le monde, car elle n'est que dans 4 pays les États-Unis, le Royaume-Uni, l'Australie, et depuis mars 2019, le Canada (Anglais et Français). Dans certains autres pays comme la France, ce service n'est disponible que sous la forme d'un widget, ce qui est extrêmement limité, comparé à l'application, reste à savoir si l'application sera dans le futur disponible pour d'autres pays. L'application comporte une extension nommée « Apple News+ ».
Connexion avec Apple
Durant la keynote de mars 2019, Apple présente son nouveau service de connexion, la Connexion avec Apple,, qui permet de se connecter rapidement à de nombreux comptes d'applications ou de sites internet. Ce service vient directement concurrencer ceux de Google et de Facebook, souvent jugés trop laxistes[source insuffisante] sur le respect de la vie privée. Ainsi, le service crée une pseudo-adresse e-mail et transmet les messages du site visité sans donner l'identité du visiteur. En 2020, plus de 200 millions de comptes Connexion avec Apple ont été créés.

#### Services santé
Santé est l'application mobile d'informations sur la santé annoncée lors de la WWDC 14. Elle permet de regrouper de nombreuses informations sur l'utilisateur de l'iPhone, utile pour les soignants en cas d'accident ou de problème de santé, cela permet également un suivi médical centralisé.
L'application Forme, anciennement « Activité » (rebaptisé avec iOS 14), est l'application présente sur iOS, et qui permet de voir les statistiques de son Apple Watch.
Le 15 septembre 2020, Apple annonce Fitness+, un service destiné au sport, mettant à disposition des vidéos créées par des coachs (Yoga, vélo, danse, tapis roulant, musculation…), le service est disponible sur Apple Watch, iPhone, iPad et Apple TV.

#### Logiciels
À côté de la conception de matériel informatique, Apple développe aussi de nombreux logiciels tant à destination du grand public que du monde professionnel.
Systèmes d'exploitations

Logo de macOS.

En premier lieu, pour ses produits, Apple développe ses propres systèmes d'exploitation. Ainsi macOS est développé pour les Macintosh / MacBook, depuis mars 2001 (aujourd'hui version 14.5), watchOS pour les Apple Watch, depuis avril 2015 (aujourd'hui version 10.4), tvOS pour les AppleTV, depuis octobre 2015 (aujourd'hui version 17.5), iOS pour les iPhone, et les iPod touch, depuis juin 2007 (aujourd'hui version 17.5), et pour finir, depuis septembre 2019, iPadOS qui est une version dérivée de iOS pour les iPad (aujourd'hui version 17.5) avant septembre 2019, les iPad se servaient d'iOS au même titre que les iPhone et les iPod touch.
Durant la keynote de juin 2020 (la WWDC 20), Apple présente ses futurs systèmes d'exploitations ainsi que macOS Big Sur le nouveau système d'exploitation pour les Mac (version 11.0), iOS 14 pour les iPhone et les iPod touch, watchOS 7 pour les Apple Watch, tvOS 14 pour les Apple TV et iPadOS 14 pour les iPad.
Applications
Nombres logiciels développés par Apple sont fournis avec les machines lors de leur achat. C'est le cas, par exemple, du logiciel multimédia iTunes, du navigateur Web Safari, du lecteur vidéo QuickTime, de la suite multimédia grand public iLife comprenant iPhoto, iDVD, iMovie, GarageBand, iWeb, et iBooks. Apple développe aussi sa suite bureautique iWork (Pages, Numbers, Keynote) en concurrence directe avec Microsoft Office.
Mac et Windows
Depuis son passage en 2006 à des Macintosh utilisant des processeurs Intel, il était devenu facilement possible d'installer Windows sur un Mac. D'abord interdisant l'installation de Windows sur ses Mac, Apple revient sur ses pas et propose dès 2006, Boot Camp, un logiciel qui facilite l'installation de Windows en fournissant, par exemple, les pilotes nécessaires au bon fonctionnement de la machine. L'installation de Windows sur les Mac devient alors l'un des arguments de vente des Macintosh[réf. nécessaire]. Il n'est plus possible d'installer Windows avec cette technique sur les ordinateurs sortis après 2020.
Applications pour professionnels
Pour le marché des professionnels, Apple propose également des solutions logicielles. On trouve, par exemple, une version de Mac OS X destinée aux serveurs, Mac OS X Server, WebObjects, XSan, un système de fichier pour réseau de stockage SAN, etc. Pour le monde artistique professionnel existent Aperture destiné au traitement de photo-RAW, Final Cut Pro, une suite de production vidéo et Logic Pro, un logiciel de MAO.
Apparition d'iCloud
Au-delà des logiciels présents sur les machines localement, Apple propose aussi des services en ligne avec MobileMe (anciennement .Mac) comprenant des pages web perso, un webmail, le service iDisk. MobileMe n'existe plus depuis le 30 juin 2012, le service est remplacé par iCloud.

## Conditions de production

### Travail forcé
Selon un rapport publié en mars 2020 par l'Institut australien de stratégie politique, ASPI, Australian Strategic Policy Institute, think tank créé par l'État australien, les usines ayant recours au travail forcé des Ouïghours au Xinjiang, région au nord-ouest de la Chine, font partie de la chaîne de production de 83 marques internationales, parmi lesquelles Apple.Les Ouïghours sont une minorité musulmane persécutée en Chine.[pertinence contestée]
Sept fournisseurs d'Apple pratiqueraient le travail forcé des Ouïghours, d'après des enquêtes rendues publiques en 2021 ; ces usines chinoises fournissent Apple en verre, antennes et câbles pour ses iPhone, iPad et MacBook. Apple nie les faits, cependant, d'après Tech Transparency Project, « le recours d'Apple au travail forcé dans sa chaîne d'approvisionnement va bien au-delà de ce que l'entreprise a reconnu », et pour le Worker Rights Consortium (en), « il n'y a aucun moyen de produire de façon responsable au Xinjiang jusqu'à ce que le travail forcé et la répression cessent».
Apple a exercé des pressions pour essayer d'affaiblir un projet de loi finalement signé par Joe Biden en décembre 2021 interdisant l'importation aux États-Unis de produits fabriqués au Xinjiang. Le rapport qui révèle ces tentatives d'Apple de contrer la loi associe la firme à d'autres entreprises américaines, Nike et Coca-Cola, elles aussi mises en cause pour leur partenariat supposé avec des usines ayant recours au travail forcé des Ouïghours, et également actives en matière de lobbying contre le projet de loi,,.

### Conditions de travail: risques, âge, durée hebdomadaire
Apple sous-traite des entreprises asiatiques, notamment Foxconn du milliardaire taïwanais Terry Gou, pour la fabrication de ses produits. Depuis 2006, de nombreuses organisations dénoncent des conditions de travail inhumaines qui y sont imposées.
2009 : Au moins 137 employés (jusqu'à 200) ont été intoxiqués au n-hexane dans l'usine du sous-traitant Wintek (en) en Chine entre 2008 et 2009.
2009 : Selon China Labor Watch, les méthodes de gestion du personnel de Foxconn sont très dures pour les salariés. Par exemple en 2009, Sun Danyong s'est suicidé après avoir été suspecté de vol d'un prototype d'iPhone 4. Selon sa dernière conversation électronique avec un ami, il aurait été battu par un chef de la sécurité de l'usine Foxconn dans laquelle il travaillait.
2010 : Dans 55 des 102 usines qui fabriquent des produits Apple, le temps de travail hebdomadaire dépasse 60 heures. Ce temps maximum défini par Apple dépasse lui-même la durée légale maximum en Chine qui est de 49 heures. 24 usines payent les salariés moins de 800 yuans par mois, le salaire minimum chinois. Seulement 61 % des usines sont conformes aux règles de sécurité.
2010 : Onze cas de travail d'enfants ont été révélés. Des filets anti-suicides sont installés dans l'usine de Foxconn à Shenzhen (Chine) pour dissuader les ouvriers surmenés de se jeter par les fenêtres.
En 2012, après une explosion dans une usine d'iPad, le New York Times publie une enquête fouillée sur les conditions de travail. Celle-ci met en lumière des temps de travail très élevés, des conditions de vie difficiles (dortoirs bondés), et pour les sous-traitants, le mépris des risques sanitaires.
En 2015, Apple est de nouveau critiqué « pour des conditions de travail "misérables" chez un sous-traitant chinois », notamment après un rapport de l'ONG China Labor Watch.
En 2019, selon un rapport de China Labor Watch « Apple et Foxconn ont enfreint plusieurs règles de travail en Chine dans l’usine Zhengzhou Foxconn, la plus grande usine d’iPhone au monde ». Les employés de l'usine ne bénéficiaient que d'un jour de repos pour 13 jours de travail, et parfois, ils n'avaient qu'un seul jour de repos par mois. Selon le même rapport, les employés de l’usine ne disposaient pas aux travailleurs de l’équipement de protection individuelle approprié.

### Conséquences environnementales
À la fin de 2006 et au début de 2007, Apple est classée deux fois par Greenpeace comme dernière sur un classement de quatorze entreprises fabriquant des produits électroniques, sur des critères environnementaux tels que la gestion des déchets, le recyclage des produits obsolètes, l'utilisation de composants polluants ou la communication auprès du grand public sur ces sujets,. Apple conteste ce classement dans une lettre ouverte de Steve Jobs, commentée favorablement par Greenpeace. La société déclare effectuer depuis plusieurs années des actions dans le domaine environnemental. Des sites consacrés au Macintosh ont à plusieurs reprises étudié l'aspect écologique d'Apple et l'utilisation de l'image d'Apple par Greenpeace,.
Greenpeace France organise en mai 2007 une manifestation devant un revendeur Apple alors même que la section internationale de l'association a remonté au début de mai le classement d'Apple à une moyenne de 5/10 à la suite de la lettre de Steve Jobs[pas clair]. En mars 2008, Apple est située en milieu de classement, avec une note de 7/10.
La firme de Cupertino réagit assez rapidement concernant l'impact écologique de ses produits, mais pas pour l'iPhone. Lors de l'annonce des nouveaux iMac le 7 août 2007, Steve Jobs commence son Apple Event en ces termes : « Mesdames et messieurs, voici le nouvel iMac, il est beaucoup plus écologique et recyclable… ». En effet, le polycarbonate blanc est remplacé par des composants en aluminium anodisé et des façades de verre. Toutefois, en octobre 2007, Greenpeace dénonce les matériaux extrêmement toxiques qui se trouvent à l'intérieur du téléphone,. Depuis, Apple a supprimé le PVC du combiné, des écouteurs et du câble USB de l'iPhone, et son verre ne contient plus d'arsenic.
Cependant, en janvier 2011, Apple fait l'objet d'une nouvelle controverse concernant l'écologie et plus particulièrement les conditions de travail en Chine, notamment dans les usines du sous-traitant Foxconn, selon des ONG chinoises.
Il est également reproché à Apple de se livrer à l'obsolescence programmée. Pour les trois premières générations de l'iPod, la firme est confrontée à de nombreux plaignants ayant rencontré des difficultés pour faire réparer le matériel acquis. L'avocate Elizabeth Pritzker chargée du dossier rapporte avoir « découvert que le type de batterie au lithium contenu dans l'iPod était conçu pour avoir une durée de vie limitée » (environ 18 mois), et que leur remplacement n'avait pas été prévu par la firme. Par ailleurs, l'entreprise admet ralentir d’anciens smartphones en invoquant des problèmes de batterie, mais de nombreux consommateurs voient dans cette manœuvre une incitation à acheter de nouveaux modèles,. Cette stratégie commerciale a de nombreuses conséquences, en matière de gaspillage (pour le consommateur) et d'impacts écologiques (pour la planète).
En juin 2017, Apple émet une obligation verte pour un montant d'un milliard de dollars afin d'augmenter le financement des énergies propres dans le groupe. Ceci s'est fait dans le cadre de la controverse qui a fait suite au retrait de l'Accord de Paris sur le climat par Donald Trump.
En septembre 2020, la firme annonce l'installation à Esbjerg au Danemark de deux éoliennes d'une puissance de 62 gigawatts-heures pour alimenter son centre de données dès la fin de l'année 2020.

### Obsolescence programmée
En janvier 2017, l'association française HOP (Halte à l'obsolescence programmée) dépose une plainte auprès du procureur de la République de Paris et vise également le chef de « tromperie ». HOP estime qu’Apple, à travers les mises à jour des iPhone, en réduit volontairement les performances et la durée de vie, afin d’en accélérer le remplacement.
En octobre 2018, l'antitrust, autorité chargée de faire respecter la concurrence en Italie, inflige une amende de 10 millions d'euros à Apple pour obsolescence programmée. À la suite de son enquête, l'antitrust affirme que des mises à jour sur des iPhone « ont provoqué de graves dysfonctionnements et réduit de manière significative les prestations, accélérant de cette manière la substitution de ces derniers ».

## Aspects commerciaux

### Stratégie commerciale
Apple privilégie depuis toujours une technique commerciale de proximité avec ses clients et potentiels clients. Cela s'inscrit dans une stratégie commerciale globale visant, entre autres choses, à donner le sentiment au client de faire partie d'une communauté d'utilisateurs proche de l'entreprise. Ainsi plusieurs rencontres annuelles entre Apple, ses clients, les développeurs et surtout la presse étaient organisées de par le monde. Les Mac users, surtout des professionnels, mais aussi le grand public, se rendaient à l'Apple Expo à Paris ou au salon Macworld Conference & Expo (Boston, New York ou San Francisco). De manière générale, chaque manifestation était ouverte par une présentation de Steve Jobs où étaient annoncés des résultats financiers de la société et de nouveaux produits. Ces manifestations publiques ont pris fin en 2009-2010, lorsque la Société avait ouvert aux US et à travers le monde un nombre suffisant de points de vente - show rooms (les Apple Stores), où les professionnels et le public peuvent se rendre directement. Seules les rencontres avec la presse ont été maintenues et se tiennent généralement 3-4 fois par an, à l'occasion d'annonces de nouveaux produits ou services. Les développeurs quant à eux se rencontrent à l'annuelle Apple Worldwide Developers Conference.[réf. souhaitée]

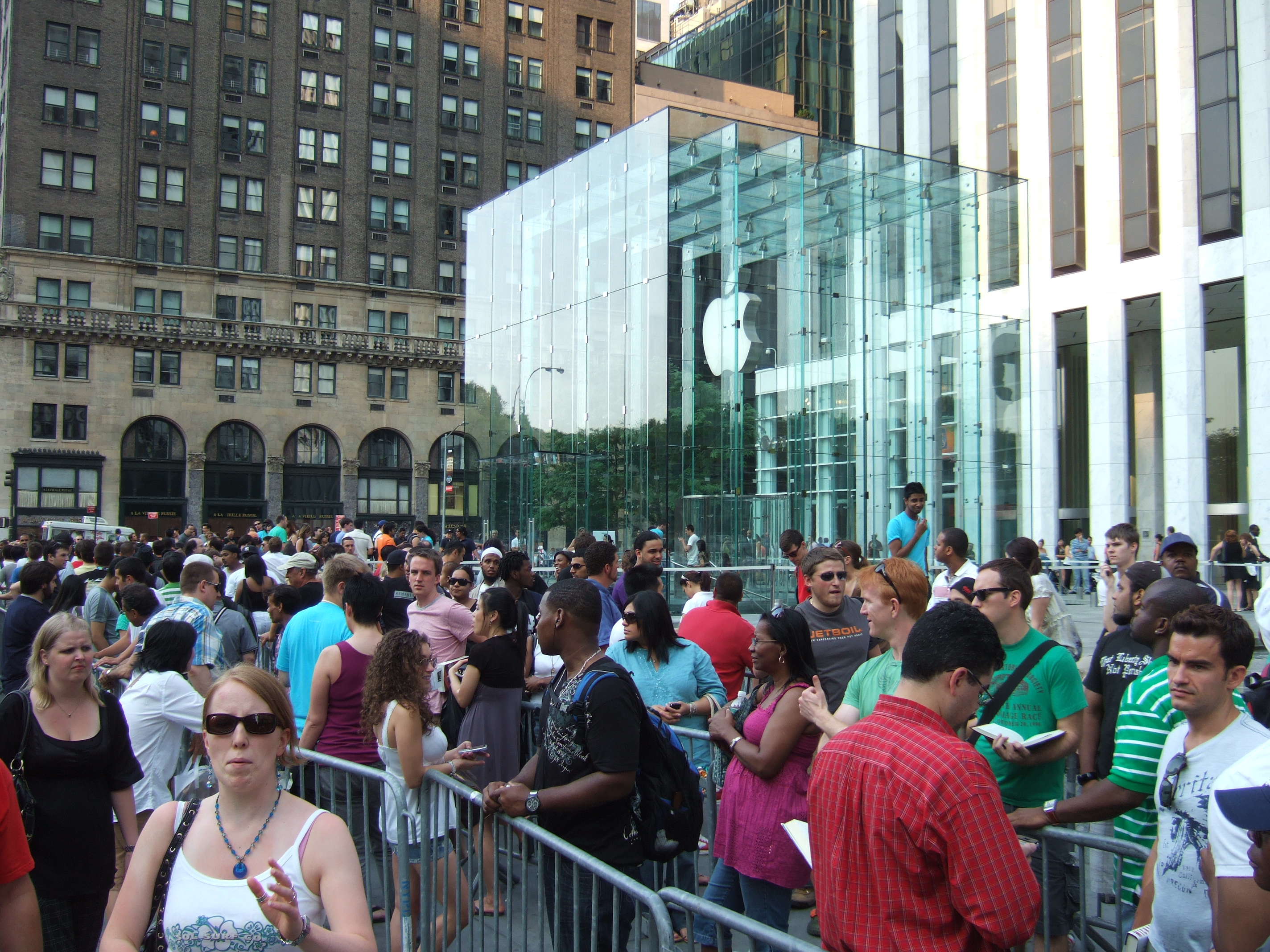
Des aficionados Apple attendant devant l'entrée de l'Apple Store de la Cinquième Avenue à New York pour la sortie de l'iPhone 3G.

Ces salons et conférences n'étaient pas les seuls à attirer les foules. Ainsi, il n'est pas rare de trouver de longues files d'attente (atteignant parfois plusieurs milliers de personnes) à l'ouverture de nouveaux Apple Stores ou pour le lancement de nouveaux produits phares tels l'iPhone. Ainsi, à l'ouverture du « Cube » sur la Cinquième avenue, la file a atteint près d'un demi-mile (soit environ 800 mètres).
En 1997, John Sculley, PDG d'Apple durant dix ans (et ex-PDG de Pepsi-Cola), a dit (lors d'une interview pour le journal The Guardian) à propos de son succès à avoir fait croître l'entreprise (en ayant notamment augmenté le budget publicitaire de 15 à 100 millions de dollars) : People talk about technology, but Apple was also a marketing company. It was the marketing company of the decade. Traduction : « Les gens parlent de technologie, mais Apple fut aussi une entreprise de marketing. Ce fut l'entreprise de marketing de la décennie. »
En août 2015, le site web d'Apple a fusionné avec l'Apple Store en ligne. L'internaute peut donc directement acheter en ligne sur la page de présentation de chaque produit.
La responsable des Apple Stores, l'une des dirigeantes les plus en vue de la firme, Angela Ahrendts quitte Apple en avril 2019, pour être remplacée par Deirdre O’Brien, directrice des ressources humaines d'Apple.

Apple stores
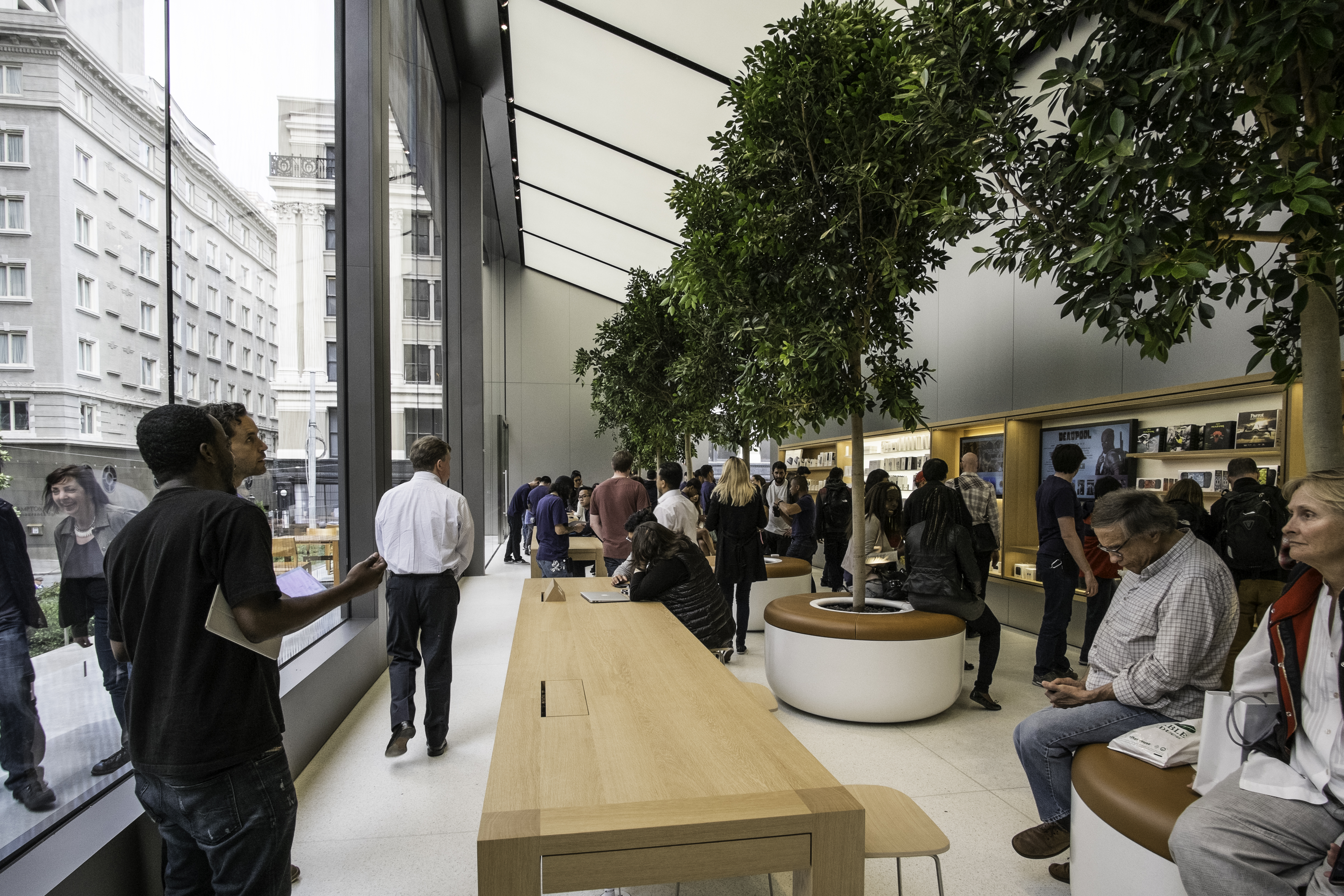
Nouveau design d'Apple store à Union Square, San Francisco
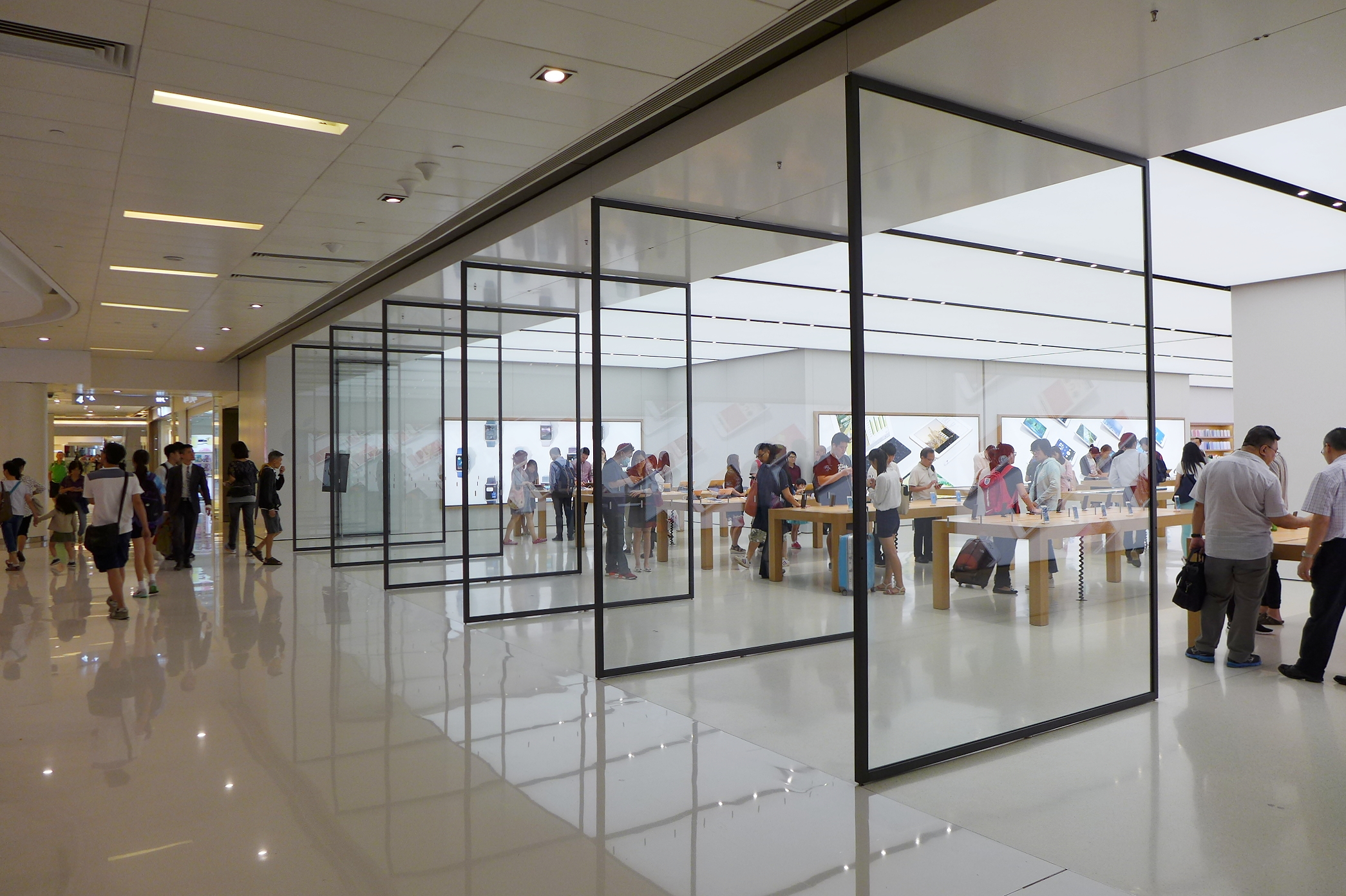
Nouveau design d'Apple store à New Town Plaza, Hong Kong
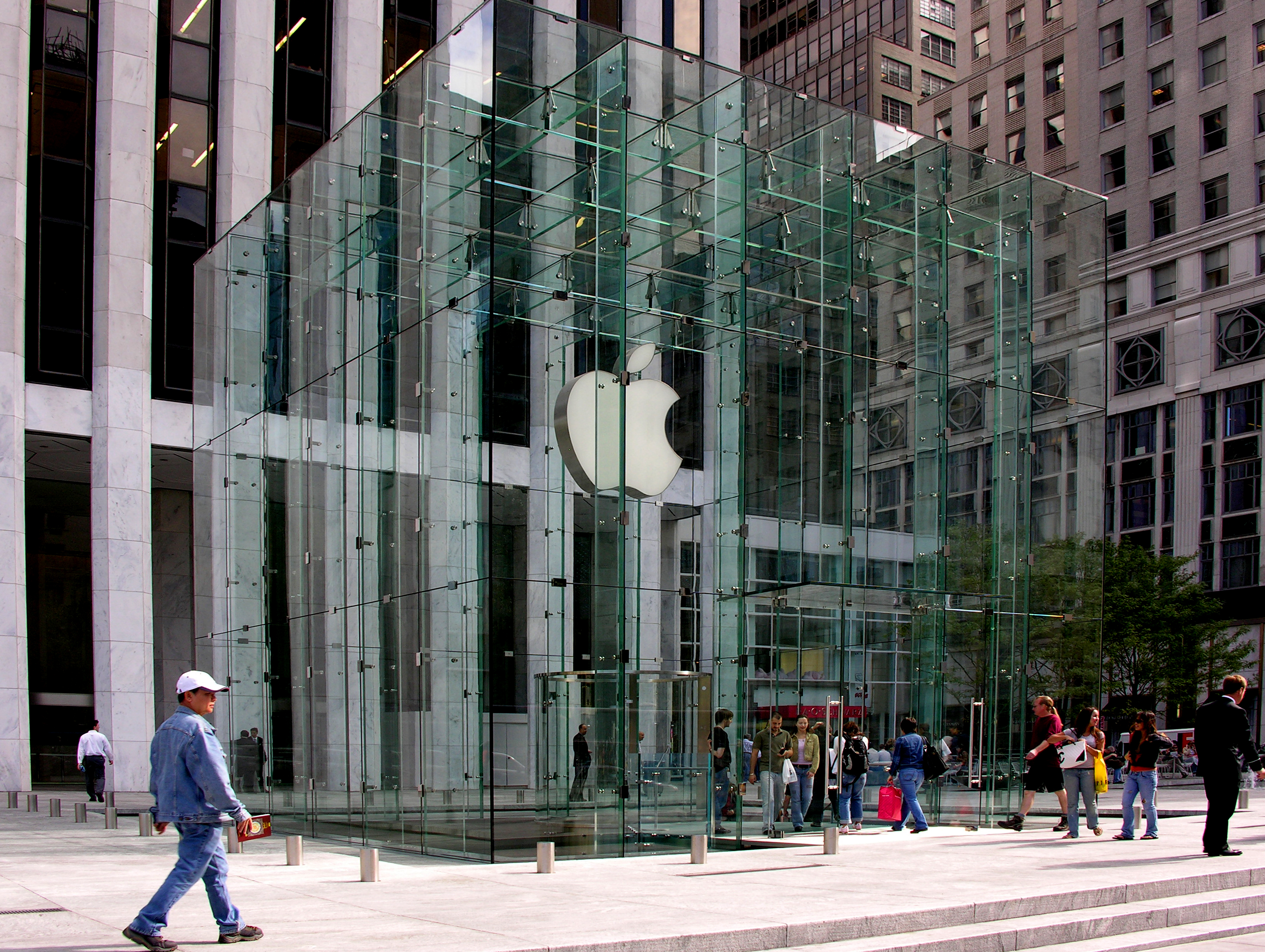
5e Avenue, New York
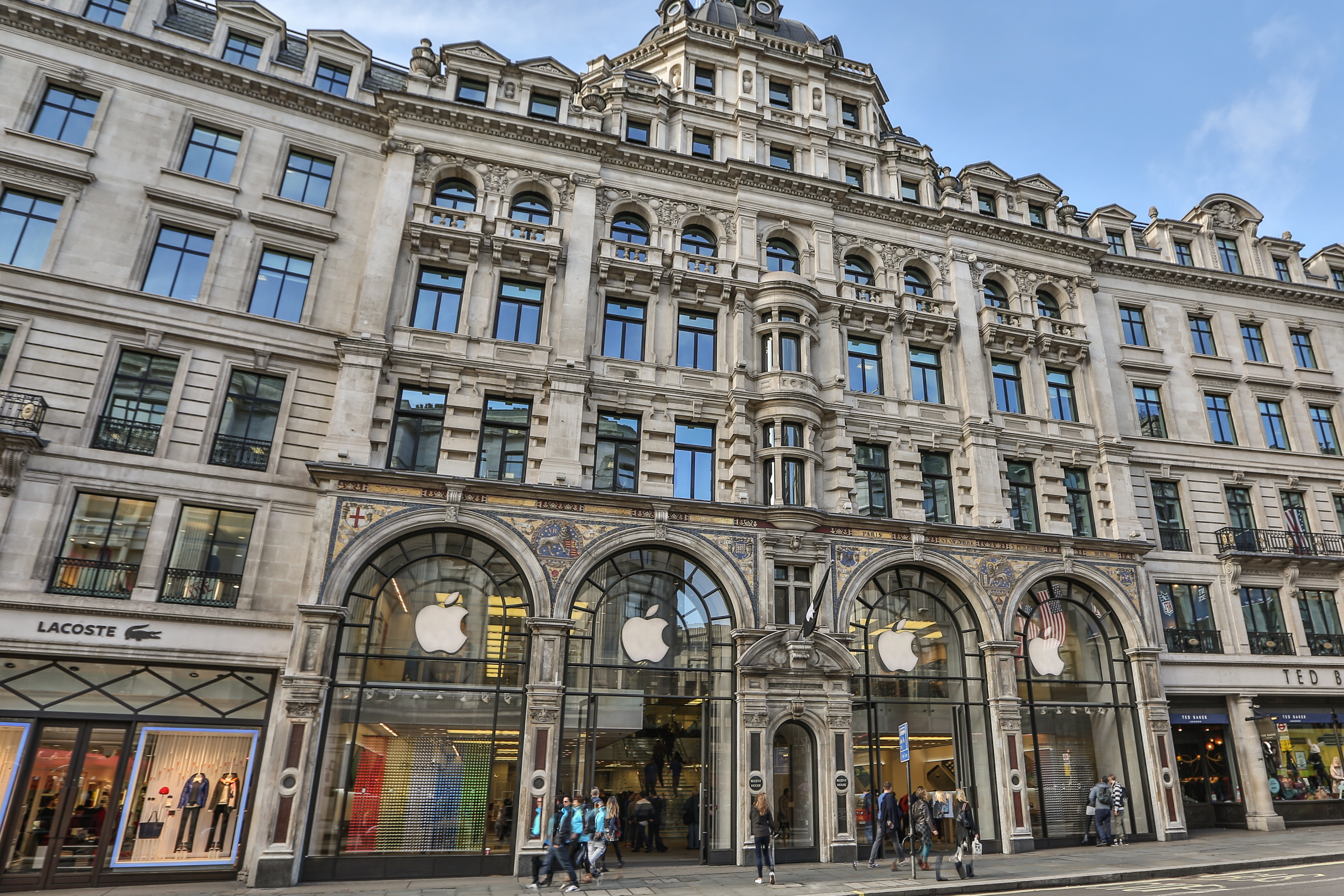
Londres
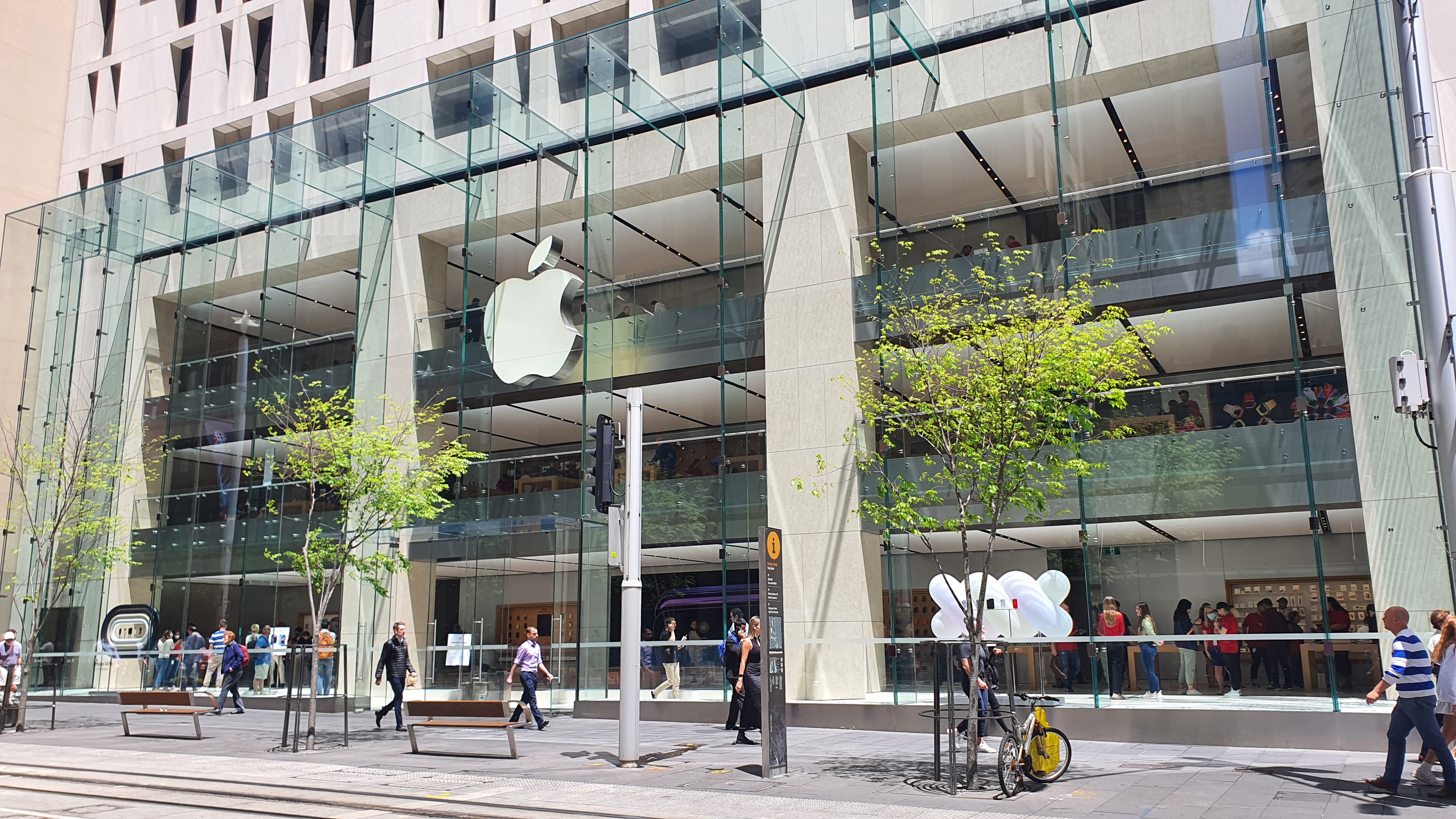
Sydney
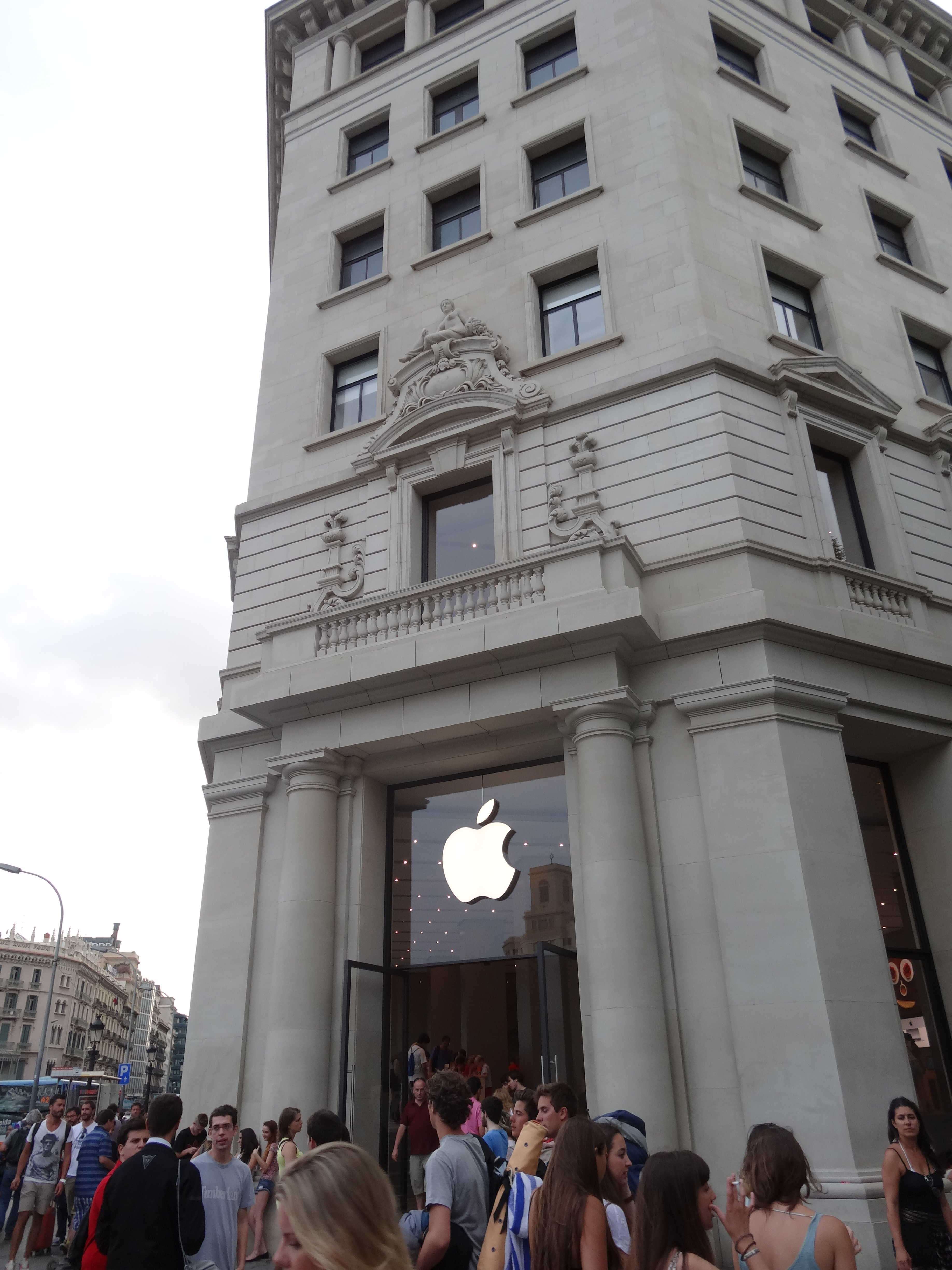
Barcelone
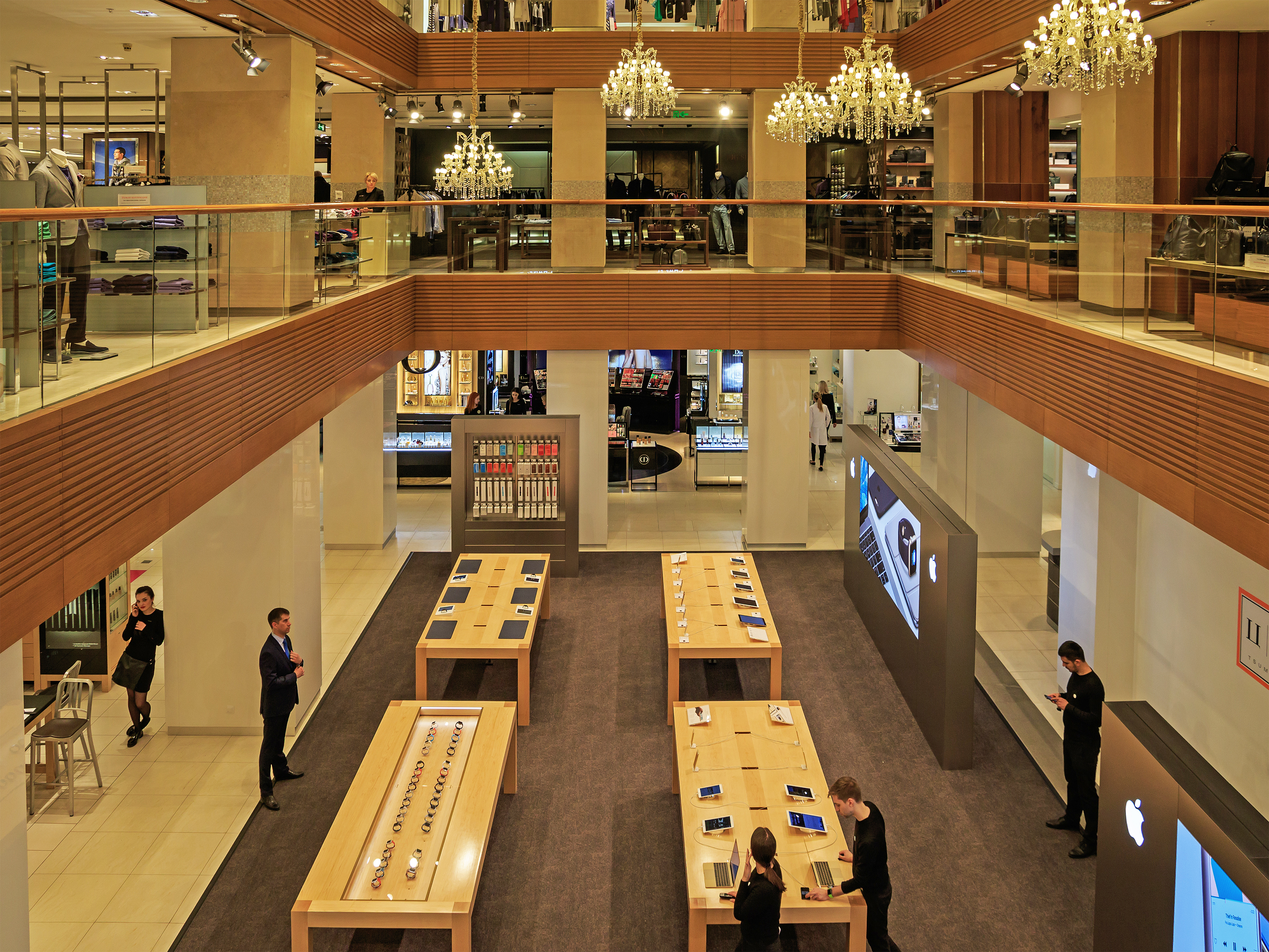
Tsoum store à Moscou
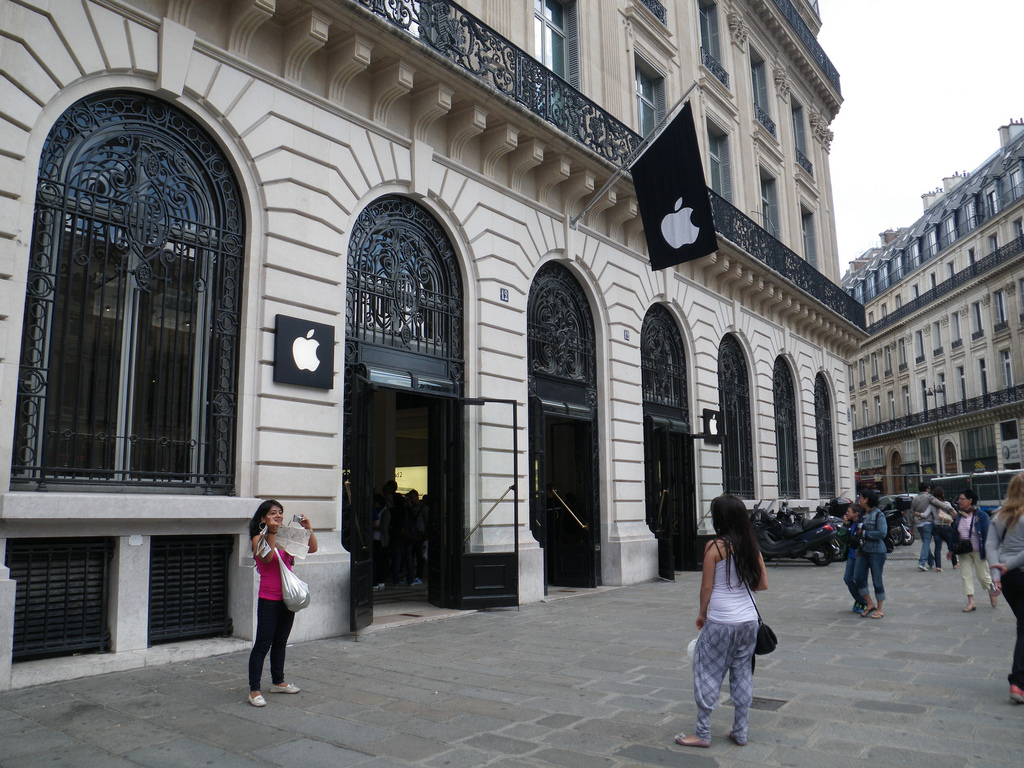
Ancien à Paris

### Politique de prix
Durant les années 1980⁣⁣, le prix d’un Macintosh pouvait souvent atteindre deux fois celui d’un PC/compatible IBM, voire trois fois dans les années 1990 après l’apparition du Pentium. Cette politique de prix élevés a probablement freiné le développement du Macintosh au profit des ordinateurs multimédia grand public de l’époque (1990) tels que l’Amiga et l’Atari ST, puis du PC durant les années 1990.
Aujourd’hui encore, les prix affichés par Apple sont très souvent plus élevés et représentent un obstacle pour beaucoup d’utilisateurs souhaitant faire le saut, c’est-à-dire passer de Windows à Mac OS X. En 2005, Apple lance un Mac à plus petit prix, qu'elle nomme Mac mini,.
Les marges pratiquées par Apple sont bien plus élevées que celles qui se pratiquent généralement dans ce domaine (entre 25 % et 30 % de marge brute au début des années 2000, alors que certains fabricants PC se contentent de 8 %, voire moins).
Cependant, une étude du Gartner Group, commandée par Apple Australie et diffusée par elle dans la presse en 2002, affirmait que le TCO (Total Cost of Ownership) ou coût total de possession, c’est-à-dire le coût total de l’équipement informatique, c'est-à-dire l'addition des matériels optionnels, du support, des logiciels et de leurs licences, etc., est moins élevé avec un Mac qu'avec un PC équipé de Windows[citation nécessaire]. Cette étude a été nuancée plus tard par Gartner, qui a précisé que les informations contenues dans son rapport ne reflétaient pas sa position éditoriale et étaient destinées à un usage interne chez Apple, correspondant à un scénario précis.

### Réseau de distribution

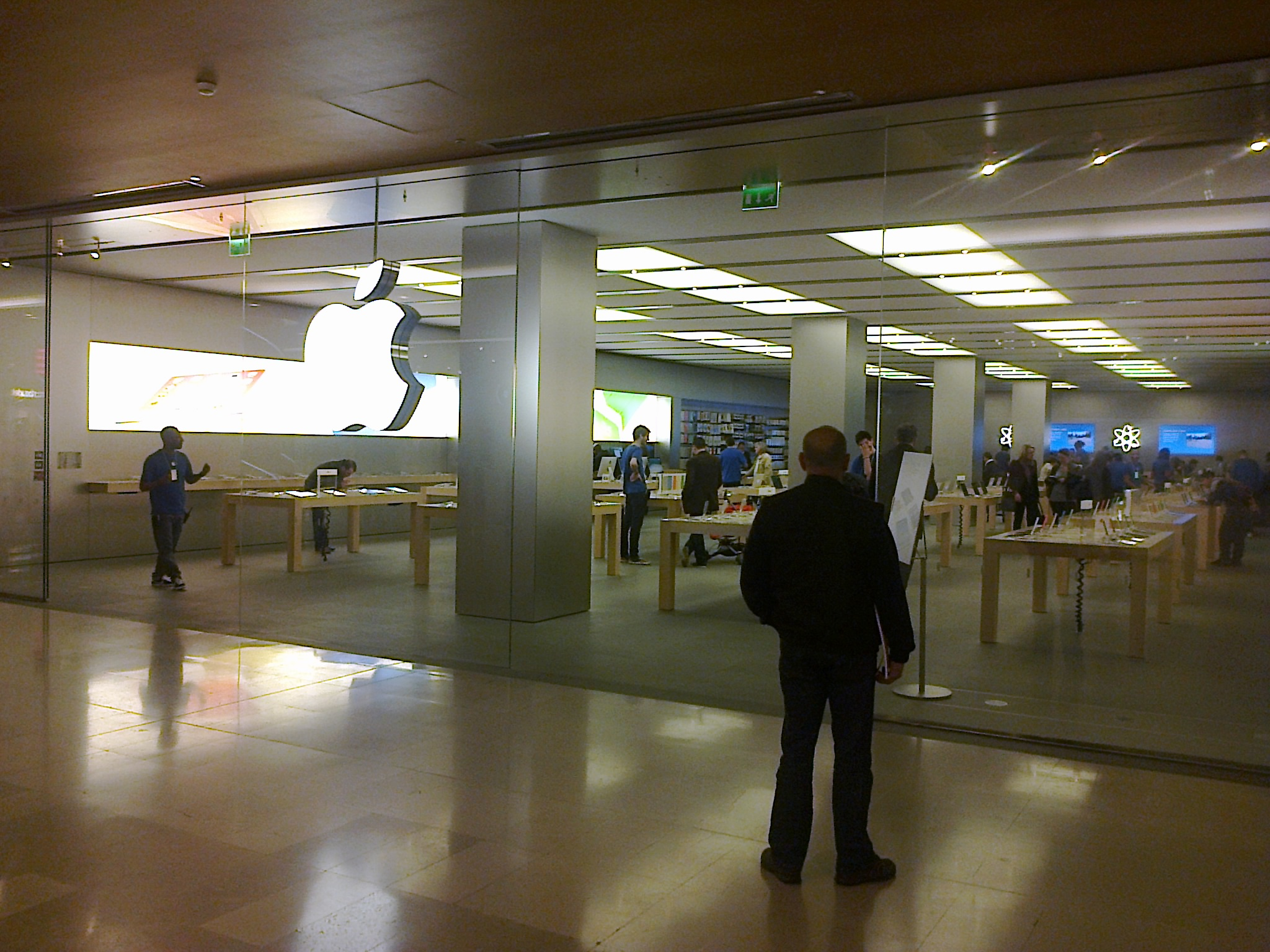
Boutique Apple au centre commercial Les Quatre Temps à La Défense (Hauts-de-Seine).

Il est reproché à Apple et son modèle de développement vertical qui va à l’encontre de la plupart des prescriptions des économistes, spécialement pour l’informatique.[réf. nécessaire] Un livre paru en 2011 et intitulé Les 4 Vies de Steve Jobs, explique qu'en France « Apple et son réseau de partenaires [de réseau de distribution commercial] ont toujours entretenu des relations conflictuelles ».

## Finances et actionnariat

### Capitalisation boursière
Le 9 août 2011, quelques mois après le lancement réussi de l'iPad 2, la capitalisation boursière du groupe atteint 341,5 milliards de dollars, dépassant celle du géant pétrolier Exxon. Ce chiffre va quasiment doubler en un an, à mesure que le succès populaire de l'iPad ne se dément pas : le 20 août 2012, Apple bat le record de la plus grande capitalisation boursière de l'histoire boursière, avec 622,10 milliards de dollars, dépassant le précédent sommet, touché par Microsoft, à 620,58 milliards de dollars le 30 décembre 1999. Le 30 avril 2017, le Wall Street Journal rapporte qu'Apple a une réserve de 250 milliards de $, 256,8 milliards de $ confirmé par la firme. Le 3 novembre 2017, Apple touche de nouveaux sommets avec une capitalisation qui dépasse les 900 milliards de dollars,.
Enfin, le 2 août 2018, l'action Apple monte en bourse au-delà de 207 dollars l'unité, pour devenir la première entreprise privée de l'histoire à atteindre une capitalisation boursière de 1 000 milliards de dollars. Il aura fallu quarante-deux ans pour atteindre son 1 000 milliards de dollars et à peine deux années de plus pour, le 19 août 2020, voir la capitalisation boursière atteindre les 2 000 milliards de dollars pour une action AAPL qui atteint les 467,77 dollars. Pour la première fois de son histoire, Apple franchit pour le 4e trimestre 2020 la barre des 100 milliards de dollars de chiffre d’affaires en un seul trimestre.

### Principaux actionnaires
Au 19 août 2024 :
| The Vanguard Group              | 8,641 % |
| BlackRock Advisor LLC           | 5,323 % |
| State Street Corporation        | 3,44 %  |
| Berkshire Hathaway Inc.         | 2,609 % |
| Fidelity Management & Research  | 2,252 % |
| Geode Capital Management        | 2,044 % |
| Eaton Vance (en)                | 1,507 % |
| T. Rowe Price International Ltd | 1,490 % |
| BlackRock Life Ltd.             | 1,319 % |
| Norges Bank                     | 1,158 % |

### Optimisation fiscale
En 2012, la stratégie de contournement fiscal de l'entreprise lui permet, comme à de nombreuses multinationales des nouvelles technologies, d'avoir un des taux effectifs les plus bas de taxation est de plus en plus contestée. En 2012, « Apple a réussi à ne payer que 1,9 % d’impôts sur ses bénéfices colossaux réalisés hors États-Unis ».
Les profits de l'entreprise sont passés de 5 milliards de dollars en 2007 à 45,2 milliards en 2017. Elle paye un impôt sur les sociétés aux États-Unis qui est passé de 1 milliard de dollars en 2007 à 3,3 milliards en 2011. Cette relative faible hausse vient du fait qu'elle déclare une bonne partie de ses impôts à Reno (Nevada), où la compagnie dispose d'une filiale, Braeburn Capital. L'impôt sur les entreprises étant en 2001 de 8,84 % en Californie et de zéro au Nevada.
Apple optimise également son imposition au niveau international à l'aide des méthodes du « double irlandais » et du « sandwich hollandais ». Elle utilise pour cela une filiale en Irlande (taux d'imposition de 12,5 %) dont l'objectif est de récolter le produit des brevets déposés par Apple. Une autre filiale au Luxembourg gère les revenus des ventes d'iTunes. Une filiale aux Pays-Bas permet de récupérer les bénéfices irlandais en franchise d'impôts. Les bénéfices sont ensuite orientés vers des paradis fiscaux. Elle détient en 2014 plus de 150 milliards de dollars dans le paradis fiscal des îles Vierges britanniques.
Au niveau mondial hors États-Unis, sur des bénéfices à l'étranger de 36,8 milliards de dollars fin 2012, elle a versé 713 millions de dollars au 29 septembre, soit un taux de 1,9 %.
Selon une étude réalisée par Oxfam America et portant sur l'évasion fiscale des plus grandes entreprises américaines entre 2008 et 2014, Apple, Microsoft, IBM, Cisco et Google ont transféré plus de 450 milliards de dollars dans les paradis fiscaux, dont 181 milliards concernent Microsoft.
En janvier 2018, Apple annonce qu'elle va rapatrier aux États-Unis tout son argent à l'étranger et payer 38 milliards de dollars ce qui lui permettra d'économiser 50 milliards de dollars d'impôts.

### Évasion fiscale
Grâce à l’installation du siège de sa filiale internationale en Irlande, Apple paye très peu d’impôts sur ses bénéfices réalisés en Europe. En août 2016, après trois ans d'enquête, la Commission européenne sanctionne les pratiques d'Apple en Irlande qui est condamné à rembourser plus de 13 milliards d’euros à l’Irlande au motif qu'Apple a bénéficié illégalement, en Irlande, d’un taux d’imposition sur ses bénéfices européens de seulement 1 % en 2003 et de 0,005 % en 2014. Le gouvernement irlandais fait appel de cette décision et le 15 juillet 2020, les juges européens tranchent en faveur d'Apple contre Bruxelles et annulent la décision de rembourser les 13 milliards d'euros, mais cette condamnation à rembourser 13 milliards d'euros d'arriérés fiscaux à l'Irlande est confirmée en septembre 2024.
L'enquête des Paradise Papers révèle qu'en 2015, le groupe américain a déplacé le domicile fiscal de sa filiale internationale de l'Irlande à l'île de Jersey, un paradis fiscal qui dépend de la couronne britannique, afin de bénéficier d'un taux d'imposition des sociétés nul.

#### Redressement fiscal

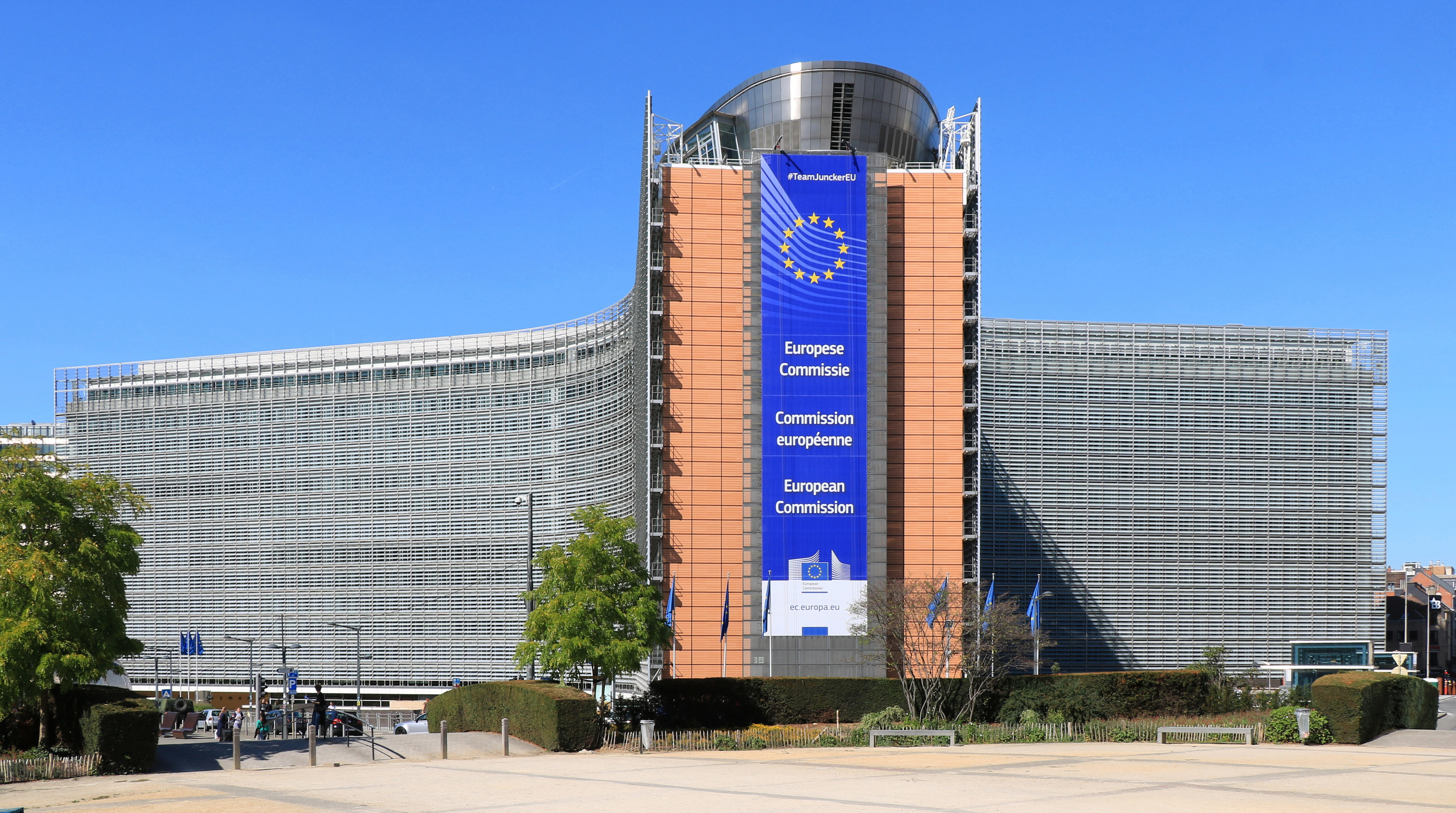
La Commission européenne, qui a imposé en 2016 à Apple un redressement fiscal record, confirmé par la Cour de justice de l'Union européenne en septembre 2024.

Les autorités européennes de Bruxelles ont déclenché une enquête visant les régimes fiscaux très généreux dont bénéficient certaines multinationales via leurs filiales en Irlande, aux Pays-Bas ou au Luxembourg. Joaquín Almunia, commissaire européen chargé de la Concurrence, a donc décidé de lancer une enquête visant Apple et ses pratiques d'optimisation fiscale. Si l'aide de l'État irlandais est reconnue, un remboursement important pourrait être exigé. Le 30 août 2016, la commissaire européenne à la concurrence Margrethe Vestager annonce qu'Apple devra verser 13 milliards d’euros, plus les intérêts, à l’Irlande, au titre des impôts qu’elle aurait dû y payer entre 2003 et 2014. Le 24 avril 2018, le gouvernement irlandais annonce la signature avec Apple d’un accord permettant le versement, sur un compte bloqué, des 13 milliards d’euros d’avantages fiscaux jugés indus par l’Union européenne. La justice européenne annule en première instance la décision de la Commission le 15 juillet 2020.
Le 10 septembre 2024, la Cour de justice de l'Union européenne renverse son jugement de 2020, estimant que « l'Irlande a accordé à Apple une aide illégale que cet État est tenu de récupérer » : Apple doit donc bien rembourser les 13 milliards d'euros à l'Irlande,,,. Il s'agit du plus gros redressement fiscal de l'histoire de l'Union Européenne.

## Implantation

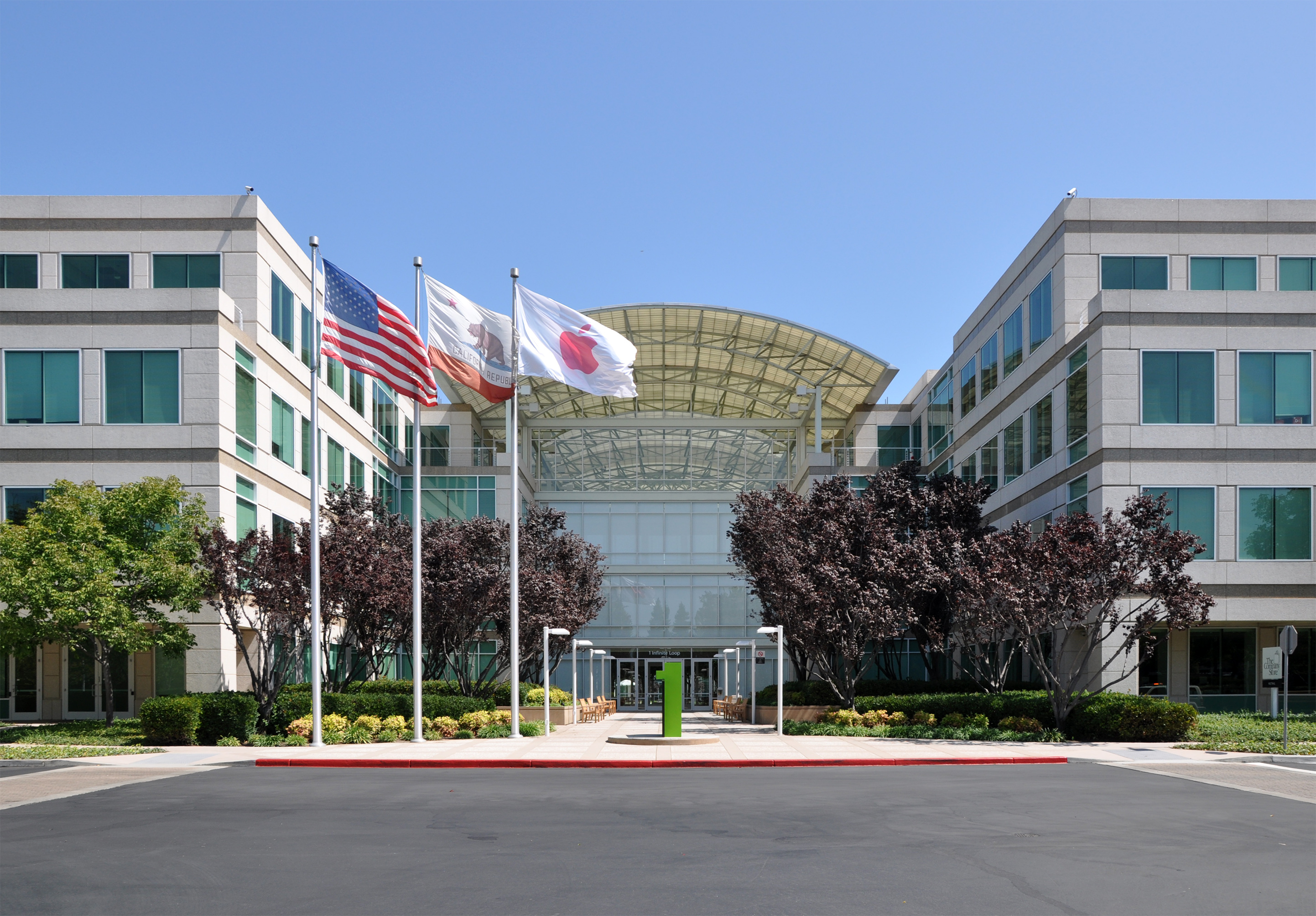
L'ancien siège d'Apple sur Infinite Loop à Cupertino (Santa Clara) en Californie, abandonné en 2018 pour l'Apple Park.

### Siège social

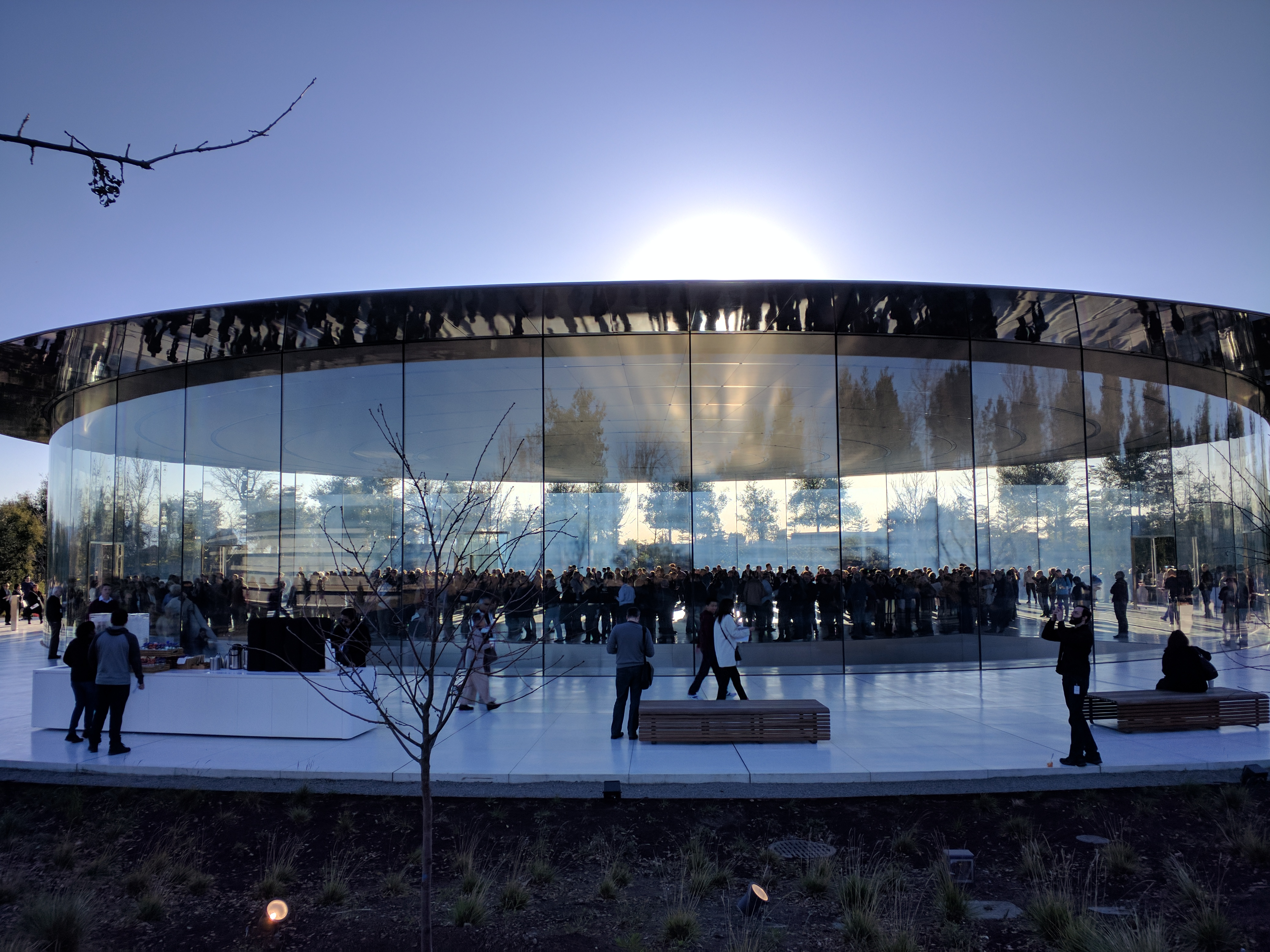
Extérieur du Steve Jobs Theater à Apple Park.

Le siège social d'Apple est situé en plein centre de la Silicon Valley au 1 Infinite Loop (Boucle infinie en français) à Cupertino en Californie. Ce campus Apple est formé de 6 bâtiments d'une surface totale de 79 000 m2 et a été construit en 1993 par Sobrato Development Cos.
En 2006, Apple annonce son intention de construire un second campus, Apple Park, à Cupertino à 1,6 km à l'est du campus d'Infinite Loop. Celui-ci a été conçu par Norman Foster et c'est Steve Jobs qui en a présenté la maquette (un gigantesque bâtiment circulaire) devant le conseil de la ville de Cupertino, peu avant sa mort en 2011,. En octobre 2016, la construction est en phase d'achèvement, ainsi que tous les bâtiments qui vont constituer le nouveau siège d'Apple (auditorium, bâtiments pour la recherche et le développement, parkings, etc.).
Apple a un campus satellite en banlieue de Sunnyvale (Californie).

Amphithéâtre Steve Jobs Theater.

### Autres sites dans le monde
Le siège social pour l'Europe et l'Afrique (EMEA) se situe à Cork au sud de l'Irlande, ouvert en 1980.
En février 2015, Apple ouvre un site à Herzliya, Israël avec environ 800 employés.
Apple prévoit la mise en place en Chine de quatre centres de recherche et développement à Shanghai, Suzhou, Pékin et Shenzhen.
En 2017, Apple inaugure sa première Apple Academy, en partenariat avec l'université Frédéric-II à Naples en Italie.

## Direction

### Équipe de direction
- Tim Cook, Chief Executive Officer (CEO)[184] ;
- Katherine Leatherman Adams (en), Senior Vice President and General Counsel[184] ;
- Deirdre O'Brien (en), Senior Vice President Retail + People[184] ;
- Eddy Cue, Senior Vice President Services[184] ;
- Craig Federighi, Senior Vice President Software Engineering[184] ;
- Luca Maestri, Senior Vice President and Chief Financial Officer (CFO)[184] ;
- John Ternus (en), Senior Vice President Hardware Engineering[184] ;
- Greg Joswiak, Senior Vice President Worldwide Marketing[184] ;
- Johny Srouji, Senior Vice President Hardware Technologies[185] ;
- Jeff Williams, Chief Operating Officer (COO)[184] ;

### Équipe des vice-présidents
- Kristin Huguet Quayle, Vice President Worldwide Communications[184] ;
- John Giannandrea (Senior Vice President - machine learning and AI strategy)[186] ;
- Lisa Jackson, Vice President Environment, Policy and Social Initiatives[184] ;
- Isabel Ge Mahe, Vice President and Managing Directer of Greater China[184] ;
- Tor Myhren, Vice President Marketing Communications[184] ;
- Adrian Perica, Vice President Corporate Development[184] ;

### Conseil d'administration
En 2023, le conseil d'administration d'Apple se compose des personnes suivantes :
| Nom                   | Statut                                | Description                                                                  |
| Arthur Levinson       | Président du conseil d'administration | PDG de Genentech                                                             |
| Tim Cook              | Administrateur                        | PDG d'Apple                                                                  |
| Albert Arnold Gore    | Administrateur                        | Ancien vice-président des États-Unis                                         |
| Andrea Jung           | Administratrice                       | PDG de Grameen America ;                                                     |
| Ronald Sugar          | Administrateur                        | Ancien PDG de Northrop Grumman Président du conseil d'administration de Uber |
| Susan Wagner          | Administrateur                        | Une des fondatrices de BlackRock                                             |
| James A. Bell         | Administrateur                        | Ancien directeur financier de Boeing                                         |
| Monica Cecilia Lozano | Administrateur                        | Membre du conseil d'administration de Target                                 |
| Alex Gorsky           | Administrateur                        | Ancien PDG de Johnson & Johnson                                              |

### Anciens collaborateurs
PDG
- Michael Scott (1977–1981)
- Mike Markkula (1981–1983)
- John Sculley (1983–1993)
- Michael Spindler (1993–1996)
- Gil Amelio (1996–1997)
- Steve Jobs (1997–2011)

Autres postes
- Fred D. Anderson (en)
- Bill Atkinson
- Susan Barnes (en)
- Chrisann Brennan
- Steve Capps (en)
- Satjiv S. Chahil
- George Crow
- Tony Fadell
- Bill Fernandez
- Scott Forstall
- Jean-Louis Gassée
- Ellen Hancock (en)
- Nancy R. Heinen (en)
- Andy Hertzfeld
- Joanna Hoffman
- Rod Holt (en)
- Bruce Horn
- Ron Johnson (en)
- Susan Kare
- Guy Kawasaki
- Alan Kay
- Daniel Kottke
- Guerrino De Luca
- Mike Markkula
- David Nagel (en)
- Ike Nassi (en)
- Donald Norman
- Peter Oppenheimer
- Rich Page (en)
- Mark Papermaster (en)
- Jef Raskin
- Jon Rubinstein
- Bertrand Serlet
- Bruce Sewell (en)
- Burrell Smith
- Sina Tamaddon (en)
- Avadis Tevanian
- Ronald Wayne
- Del Yocam (en)

### Place centrale de Steve Jobs
Apple également critiquée pour sa grande dépendance à la personnalité qui la dirige, spécialement lors des deux « ères » Jobs. Certains[Qui ?] considèrent que Steve Jobs fait l’objet d’un culte de la personnalité, ou du moins qu’il introduit certains éléments d’un tel culte, dans la relation qu’il entretient avec ses clients et de façon caricaturale, qu'il posséderait autour de lui un champ de distorsion de la réalité,.

## Aspects juridiques

### Pratiques monopolistiques
En 2011, des utilisateurs d'iPhone attaquent Apple pour pratiques monopolistiques concernant le fonctionnement de l'App Store. Ils dénoncent la commission excessive prélevée par Apple sur les applications. En raison du monopole de l’App Store, les prix sont plus importants que si la vente d’applications était aussi possible sur d'autres plateformes.
Après une première victoire d’Apple en 2014, la cour d’appel de San Francisco annule cette décision en 2017. Apple se tourne alors vers la cour suprême qui confirme la décision de 2017 et ouvre la voie à un procès. En mai 2019, les juges estiment : « Les propriétaires d’iPhone paient le surcoût présumé à Apple. L’absence d’intermédiaire est évidente » ils se refusent de donner « un feu vert aux détaillants en position de monopole pour qu’ils en abusent ». La décision de la Cour suprême pourrait également avoir un impact sur d’autres sociétés, telles qu’Amazon, qui préfère se présenter comme un intermédiaire et non comme un vendeur direct.
Début 2019, en Europe, le service de streaming Spotify accuse Apple auprès de la Commission européenne d'avoir abusé de la domination de son App Store pour favoriser son propre service Apple Music. Le 4 mars 2024, la Commission européenne inflige à Apple une amende d’1,84 milliard d’euros à la suite de la saisie par Spotify, pour abus de position dominante sur le marché de la distribution d'applications de diffusion de musique en continu.

### Infraction au DMA
En 2024, Apple fait l'objet d'une enquête pour non respect du Digital Market Act malgré les éléments déjà mis en place par Apple pour son respect. Selon l'Union européenne, il n'est toujours pas possible pour un développeur d'applications d'informer ses clients de l'existence de possibilités d'achat à moindre coût. Le non respect du DMA fait encourir à Apple une amende d'un montant de 10 % de son chiffre d'affaires.

### Batailles juridiques
En 2008, Apple a dû accorder la paternité de l'iPod à Kane Kramer qui avait conçu dès 1979 un baladeur numérique et dont il avait déposé le brevet.
Saisie d'une plainte déposée par Samsung en août 2011, la Commission du commerce international des États-Unis (USITC) a estimé que certains modèles d'iPhone, iPad et iPod violaient des brevets du groupe sud-coréen. L’USITC avait alors interdit leur importation vers les États-Unis depuis l'Asie, où ils sont fabriqués. Autrement dit, elle empêchait le groupe californien de vendre ses produits sur le marché américain.
Une victoire symbolique pour Samsung, qui se livre à des batailles juridiques contre Apple dans de nombreux pays, car elle ne concernait que des produits relativement anciens, à savoir l’iPhone 3G et 4 vendus par l'opérateur AT&T, et les iPad et iPad 2.
Pourtant, le 3 août 2013, le représentant américain de l’USITC, Michael Froman, a annulé la décision prise en recourant à un droit de veto, qui n’avait plus été utilisé depuis 1987. Michael Froman motive dans une lettre ne pas présumer de la violation ou non des brevets de Samsung, mais estime qu’il ne faut pas donner de levier trop grand aux groupes détenteurs de dollars pour violation de brevets essentiels.
Le 8 août 2014, Samsung a marqué un grand coup, ses avocats ayant réussi à convaincre Lucy Koh (avocat d'Apple) que le brevet Apple d'auto-remplissage d'une zone de texte était similaire à celui utilisé chez son concurrent. Finalement, le bureau des brevets américains (USPTO) a décidé de rejeter le brevet utilisé chez Apple, jugeant qu'il fonctionnait de la même manière.
Au même moment, Apple et Samsung ont déclaré, dans un communiqué transmis aux médias, avoir mis fin à toutes les poursuites judiciaires entre eux dans différents pays sauf aux États-Unis dont les Pays-Bas, le Royaume-Uni, la Corée du Sud, le Japon […] et même la France, car ils étaient, dans tous les cas, perdants sauf aux États-Unis où Samsung devait payer 1 milliard de dollars pour violation de brevets.
Le procès iPod/DRM est terminé après 2 semaines de délibération. Les plaignants accusaient Apple de ne pas pouvoir mettre de la musique en utilisant autre chose qu'iTunes. Ils demandaient 350 millions de dollars de dommages et intérêts, mais finalement, Apple n'aura rien à payer. En effet, la firme à la pomme a bien souligné tout au long du procès que, avoir pris cette méthode pour la sécurité de ses clients pour que des logiciels malveillants ne viennent pas s'installer sur leur iPod.
Apple utilise de manière récurrente la justice face aux ONG, aux journalistes et aux associations qui dénoncent certaines de ses activités. D'après le journaliste Ivan du Roy, « dans ces procédures, il y a clairement une inégalité entre les grands groupes qui ont des moyens juridiques énormes et les personnes poursuivies ».
En décembre 2017, Apple poursuit ATTAC pour avoir occupé un de ses magasins parisiens. ATTAC dénonce une « procédure baillon ». Celle-ci se base sur le « risque imminent pour Apple, ses employés et ses clients » que feraient courir les actions d'ATTAC, qui se seraient intensifiées depuis mars 2017. Le tribunal de grande instance de Paris déboute Apple le 23 février 2018, et souligne qu'il s'agit d'une « campagne d’intérêt général sur l’évasion fiscale ».
En mai 2020, l'entreprise française Ubisoft porte plainte contre Apple pour ne pas être intervenu contre la diffusion du plagiat chinois d'un de ses jeux.

### Litiges sur les brevets
Le 16 octobre 2015, un jury américain estime qu'Apple doit payer 234 millions de dollars pour avoir violé un brevet détenu par l'Université du Wisconsin. Le procès porte sur des technologies intégrées à l'iPhone et l'iPad.
En août 2018, un jury fédéral californien ordonne à Apple de payer 145 millions de dollars en dommages et intérêts à WiLan, une compagnie canadienne de gestion de droits de propriété intellectuelle (patent troll), pour la violation de plusieurs brevets.
En août 2020, la justice de l'État du Texas a condamné Apple à verser 506 millions de dollars de dommages au patent troll PanOptis pour violations de brevets sur la 4G,.

## Critiques relatives à la vie privée et procédures judiciaires

### Surveillance par le programme PRISM
Apple est impliqué dans les révélations faites en 2013 par Edward Snowden concernant le programme de surveillance PRISM mis en place par la NSA. Les données suivantes sont ciblées : les contacts, les SMS et discussions instantanées (texte, vidéo, voix), les courriels, les photos et vidéos, les données stockées, la voix sur IP, le transfert de fichiers, les visioconférences, les notifications concernant l'activité, les détails du réseautage social en ligne, les coordonnées GPS et les « requêtes spéciales »,.

### Demande de contournement de la sécurité par le gouvernement des États-Unis
Le 16 février 2016, le FBI demande à Apple de créer un outil afin de contourner la sécurité de son système et donc d'avoir accès à l'iPhone de Syed Rizwan Farook, auteur de la fusillade de San Bernardino qui a eu lieu le 2 décembre 2015. Apple ayant donné au FBI toutes les données sauvegardées en leur possession concernant Farook, refuse cependant la création d'un tel outil, car ce dernier mettrait en danger la sécurité de millions d'utilisateurs et serait une atteinte à la liberté civile. Pour Alain Juillet, ancien directeur du renseignement à la DGSE, les déclarations des dirigeants d'Apple comme celles du FBI sont à prendre avec prudence : ce ne sont que des déclarations, et d'une part, on ne sait pas si Apple collabore réellement ou non, et d'autre part, cela peut être interprété comme une opération de communication de l'État américain à la suite de l'Affaire Snowden.

### Enregistrements à l'insu consommateurs
En 2019, des consommateurs américains déposent un recours collectif accusant Apple d’avoir enregistré à leur insu des conversations privées grâce à l’assistant vocal Siri. Ils accusent également Apple d’avoir partagé ces enregistrements avec des sociétés publicitaires qui les ont ciblés grâce au contenu de leurs conversations,. Le 31 décembre 2024, Apple accepte un accord pour mettre fin à cette procédure, tout en niant les accusations de ses clients. Dans le cadre de cet accord, Apple devra confirmer avoir supprimé les enregistrements concernés, expliquer aux clients leurs choix de stockage des données collectées par Siri, et payer 95 millions de dollars, soit 92,5 millions d’euros, qui seront distribués aux plaignants. Cette somme représente les bénéfices accumulés par Apple pendant environ neuf heures au moment de l’accord.
En février 2025, la LDH transmet au parquet de Paris un signalement doublé d'une plainte contre X pour violation de la vie privée, traitement illicite des données personnelles et pratique commerciale trompeuse contre Apple concernant la collecte massive de données personnelles par son assistant Siri. Cette plainte est basée principalement sur le témoignage du lanceur d'alerte Thomas Le Bonniec, qui explique que des employés étaient chargés d'identifier sir des enregistrements de Siri étaient accidentelles et analysaient ceux-ci pour les rattacher aux données entreposées dans l'appareil telles que les contacts, la géolocalisation, la musique, les films, les marques, , etc. Apple affirme que les employés n'avaient pas accès à l'identifiant Apple, mais Le Monde indique que son enquête montre que les informations accessibles permettaient d'identifier les personnes par recoupement. des dizaines voire des centaines de millions d'enregistrements auraient été traités par Apple. La Data Protection Commission irlandaise, équivalent de la Commission nationale de l'informatique et des libertés (CNIL) française, a pourtant classé sa plainte en 2022,.

### Blocage de canaux de discussion par Apple
Au cours des manifestations biélorusses de 2020 contre le président Alexandre Loukachenko, Apple, Inc. a exigé le blocage de trois groupes de discussion ou canaux du mouvement de protestation biélorusse, selon le fondateur de Telegram Pavel Dourov. Des informations personnelles concernant les agents de police avaient été publiées par le mouvement d'opposition. Les agents des forces de l'ordre agissent pour la plupart masqués, c'est pourquoi les groupes d'opposition avaient commencé à révéler leur identité. Selon Apple, la firme n'a pas demandé le blocage des canaux, mais a plutôt demandé de supprimer les informations personnelles publiées par les canaux en question. Selon Libération, « c'est un bâton de plus dans les roues de l'opposition biélorusse, qui se bat déjà avec des moyens très limités ».

### Analyse d'images et atteintes à la vie privée
En juillet 2021, Apple annonce des mesures de lutte contre les abus sexuels perpétrés contre des enfants par l'analyse des images sur les iPhones,,,. Cette annonce amène certains à protester en raison des atteintes allégués à la vie privée.

### Plainte pour atteinte à la vie privée des employés
La lanceuse d'alerte Ashley Gjøvik (en) est en procédure avec Apple pour atteinte à la vie privée et licenciement abusif.

## Communication

### Identité visuelle (logo)
Le choix du logo fruitier s'inspire du nom de la société Apple (pomme) adopté notamment, car cela le plaçait dans l'annuaire téléphonique avant Atari. Steve Jobs explique à son biographe Walter Isaacson : « J'étais dans ma phase 'pommes' de mon régime [végétalien]. Je revenais de la plantation de pommiers. Je trouvais ce nom sympathique et pas intimidant », à la différence des sigles comme IBM ou HP.
Le premier logo d'Apple, dessiné par Ronald Wayne, représente Isaac Newton appuyé contre un pommier. En bordure du dessin, se trouve un segment du poème Prelude de William Wordsworth : « Newton… A mind forever voyaging through strange seas of thought… alone. » Il est très rapidement remplacé, au début de 1977, par la pomme arc-en-ciel dessinée par Rob Janoff, la célèbre pomme croquée. Janoff présenta à Steve Jobs des versions monochromatiques de la pomme croquée ; ce dernier s'est tout de suite pris d'affection pour elle. Il a cependant insisté sur le fait qu'elle devait être colorée pour humaniser la firme,. Selon Rob Janoff, la pomme est croquée pour qu'elle ne soit pas confondue avec une cerise ; les couleurs permettaient, elles, de refléter la capacité des Apple II à pouvoir afficher des couleurs.
Ce logo est souvent considéré, à tort, comme un hommage à Alan Turing, mathématicien britannique homosexuel, qui se serait suicidé ― selon la thèse officielle, jamais prouvée, ― en mangeant une pomme imprégnée de cyanure. De même, les couleurs proches de celles du drapeau arc-en-ciel de la communauté LGBT seraient une référence à son homosexualité, en raison de laquelle il fut inquiété par la loi alors en vigueur. Aussi bien le dessinateur du logo qu'Apple ont nié qu'il y avait un quelconque hommage à Turing dans le logo de la pomme arc-en-ciel,,.
Avec la sortie de l'iMac G3 en 1998, Apple a commencé à introduire la pomme monochrome sur ses machines, mais le modèle arc-en-ciel était toujours sur le système d'exploitation d'alors (Mac OS 8) et restera sur le suivant (Mac OS 9). Le 24 mars 2001 sortit Mac OS X, premier système Apple à arborer la pomme monochrome, marquant définitivement la fin de la pomme arc-en-ciel.
Galerie des logos Apple,

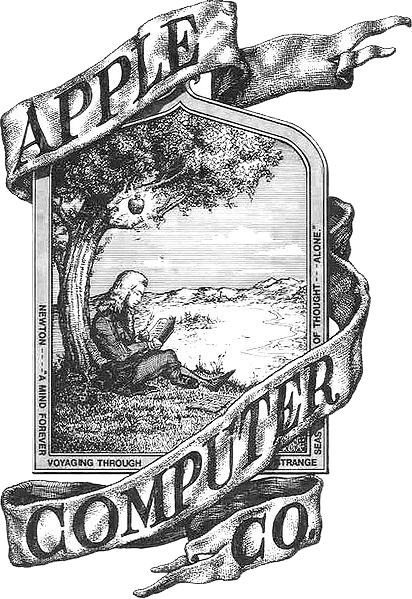
Le premier logo d'Apple avec Isaac Newton sous un pommier (dessiné par Ronald Wayne).
Logo utilisé de septembre 1977 à juin 1998 (dessiné par Rob Janoff).
Pomme monochromatique utilisée dès septembre 1998.
Variante « Aqua » utilisée de septembre 2001 à juin 2007 en même temps que la pomme monochromatique.
Variante « chromée », utilisée de septembre 2007 à juin 2013, en même temps que la pomme monochromatique.
Remise au goût du jour de la pomme monochromatique de 1998 depuis octobre 2013, selon la tendance flat design.

### Slogans
Le premier slogan d'Apple « Byte into an apple » est utilisé sur les brochures publicitaires de l'Apple I en 1976.
Entre 1997 et 2002, Apple a utilisé le toujours célèbre slogan Think different dans ses campagnes publicitaires. Bien qu'il ne soit plus utilisé, il est toujours associé à Apple. Aux côtés de ces slogans génériques, Apple a aussi usité des slogans spécifiques à certains produits dont le célèbre « iThink, therefore iMac » utilisé en 1998 pour la promotion de l'iMac. Après avoir présenté le premier Macintosh avec « Hello », puis l'iMac avec « Hello (again) », l'iPod puis l'iPhone ont été lancés avec un slogan très proche : « Say hello to iPod » et « Say hello to iPhone ».

### Publicité
Depuis le lancement du Macintosh en janvier 1984 avec le spot 1984 diffusé lors du Super Bowl XVIII, Apple a été reconnu pour ses efforts afin de réaliser des publicités efficaces pour ses produits, bien qu'elles aient été l'objet de critiques.
Une campagne publicitaire en particulier, dont la signature était Think Different, est restée célèbre pour avoir évoqué - post mortem - des personnages remarquables comme Gandhi, Picasso, Maria Callas ou Frank Lloyd Wright. De même, ses publicités ont contribué à lancer certains groupes ou musiciens dans la célébrité. Ce fut le cas pour Yael Naim dont la chanson New Soul accompagne la publicité du MacBook Air ou encore Feist avec sa chanson 1234 que l'on retrouve sur les pubs pour l'iPod nano ainsi que pour The Ting Tings avec Shut Up and Let Me Go qui accompagne une publicité pour l'iPod touch.

### Activités de lobbying

#### Moyen qu'Apple possède pour influencer la sphère politique
À mesure que les technologies numériques progressent, les firmes multinationales qui contribuent à cette évolution gagnent en importance et en crédibilité aussi bien dans la sphère économique que dans celle politique. La manière dont les entreprises multinationales, comme les GAFAM (Google, Amazon, Facebook, Apple, Microsoft), peuvent influencer les décisions politiques d’un État agit principalement à travers leurs implications dans les institutions politiques nationales (le Parlement, le Conseil constitutionnel, le Conseil économique et social, etc. ), les organisations internationales (Organisation des Nations unies, Organisations mondiale du commerce, et autres) et supranationales tel que l’Union européenne.
Parmi les entreprises multinationales se spécialisant dans le secteur des électroniques et des ordinateurs, Apple occupe un part d’un rôle qui était un quasi-monopole des États auparavant. Peu à peu, au fil des années, cet oligopole est développé entre les géants des produits électroniques. Le pouvoir que les multinationales détiennent sur les États peut être mis en perspective en observant qu'en 2016 au Canada, les firmes multinationales représentaient 0,8% de toutes les entreprises, mais qu'elles possédaient les deux tiers des actifs économiques du pays.
Dans le cas d’Apple, il n’est pas rare que les fonds que la compagnie investit dans ses activités de lobbyisme puissent interférer avec la création et la mise en place de certaines lois. C'est par exemple le cas de « The American Innovation and Choice Online Act », une loi dont l'objet est d'empêcher les grandes compagnies comme Apple, Amazon et Google d’établir un monopole du commerce à partir de leur plateforme et de promouvoir de façon équitable les services des autres petites compagnies. Étant donné que le but premier des activités de lobbying du géant de l’industrie technologique est d’influencer les décisions politiques et de les rendre favorables pour le développement de la compagnie, cette loi en elle-même va à contresens de l'objectif de l'entreprise. La mise en place de cette loi est donc retardée en grande partie du fait des débats entrepris par les membres du Sénat à la suite des déclarations d’opposition en provenance des grandes entreprises technologiques, telles qu’Apple, face aux membres du Congrès. De plus, il est plausible de théoriser que c’est en raison des investissements qu’Apple a effectué dans ses activités de lobbyisme que les politiciens ont eu du mal à prendre une décision face à cette loi.[réf. nécessaire]

#### Aux États-Unis
Les dépenses en lien aux activités de lobbying d'Apple aux États-Unis connaissent des augmentation progressives d'année en année. Selon le Center for Responsive Politics, les dépenses de lobbying d'Apple aux États-Unis s'élèvent en 2017 à 7 150 000 dollars Ces dépenses connaissent une augmentation nette depuis 2011. De 2009 à 2017, l'entreprise est passée d’un investissement de 1,5 million de dollars US dans ses activités de lobbyisme à 7,15 millions. Ensuite, il y a eu une diminution relativement faible durant l’année de 2018 (6,68 millions) avant de passer à 7,41 millions l’année suivante. En 2020 et 2021, le montant attribué aux activités en lien à la scène politique de la compagnie passe de 6,65 millions à 6,5, avant d’atteindre 9,36 millions d’euros en 2022.

#### Auprès des institutions de l'Union européenne
Apple est inscrit depuis 2013 au registre de transparence des représentants d'intérêts auprès de la Commission européenne. Il déclare en 2017 pour cette activité des dépenses annuelles d'un montant compris entre 1 000 000 et 1 250 000 euros.
Dans les récentes années, plus précisément en septembre 2021, l’Union européenne a entrepris d’établir des sanctions contre Apple. À partir d’octobre 2021 jusqu'en septembre 2022, les investissements de l'entreprise en matière de lobbyisme dans l’Union européenne sont passés de 7 à 8 millions d’euro, soit une somme deux fois supérieure à celle de l’année 2019 à 2020. Le Parlement de l’Union européenne a néanmoins proposé un projet de loi qui force Apple a changer son chargeur « Lightning » pour un chargeur de type USB-C, qui coûte en moyenne 20 euro moins cher que ceux offerts par la compagnie. Cette mesure vise à dénoncer une compétition dite déloyale d’Apple, puisque c’est la seule compagnie qui utilise ce type de chargeur, forçant ainsi les consommateurs à en acheter. À la suite de cette décision, Apple a jusqu’à la fin de décembre 2024, pour adapter tous ses appareils à un « chargeur universel » USB-C. D’après le commissaire européen Thierry Breton, cette nouvelle mesure fera économiser 250 millions d’euros aux consommateurs européens annuellement.

#### En France
Pour l'année 2017, Apple France déclare à la Haute Autorité pour la transparence de la vie publique exercer des activités de lobbying en France, mais n'a cependant pas déclaré, comme elle était légalement tenue de le faire avant le 30 avril 2018 l'ensemble de ses activités et les montants engagés.